# المسيحية في الأردن
تُشكّل المسيحية في الأردن ثاني أكثر الديانات انتشاراً بين السكان بعد الإسلام، والمسيحيون الأردنيون هم من أقدم المجتمعات المسيحية في العالم. حيث انتشروا في الأردن في بدايات القرن الأول الميلادي. وفقًا لبي بي سي تتراوح أعداد مسيحيي الأردن من 174,000 إلى 390,000 نسمة، أو 3-6% من عدد سكانها البالغ حوالي 8.5 مليون، مقارنة بحوالي 20% في عام 1930. يرجع هذا الانخفاض إلى حد كبير إلى انخفاض معدلات المواليد المسيحيين مقارنة مع المسلمين، وإلى تدفق قوي من المهاجرين المسلمين من الدول المجاورة. بالإضافة إلى هجرة المسيحيين العالية مقارنة بالمسلمين، حيث عزى البعض ذلك إلى التسهيلات المقدمة من بعض السفارات الغربية لبعض مسيحيي الشرق. في حين تعزو وزارة الثقافة الأردنية ذلك إلى المستوى العلمي والاقتصادي والتعليمي العالي عند المسيحيين.
المسيحيون مندمجون بشكل استثنائي في المجتمع الأردني، وهناك حالة تعايش وتآخٍ تربط المواطنين الأردنيين سواء كانوا مسلمين أو مسيحيين في عادات وتقاليد متشابهة. حريتهم الدينية وإقامة شعائرهم في الكنائس مصونة، وتمارس بحرية تامة في أجواء أمن واستقرار، كما أن حقوقهم السياسية مكفولة في الدستور الأردني كمواطنين أردنيين. ويخصص للمسيحيين 9 مقاعد من أصل 130 مقعدا في البرلمان الأردني، كما أن لهم حضوراً فاعلاً في المجتمع، ولهم مؤسسات ومدارس دينية خاصة. وقد برز عدد وافر من الشخصيات المسيحية على الصعيد العسكري والاقتصادي والثقافي والاجتماعي. وبحسب المعطيات الحكومية يمتلك المسيحيون الأردنيون كفاءات ومؤهلات عالية، ومستوى علمي واقتصادي وتعليمي عالي.
يعتبر الأردن الدولة العربية الوحيدة التي زارها ثلاثة بابوات كاثوليك هم بولس السادس ويوحنا بولس الثاني وبندكت السادس عشر، ولا قيود على إنشاء الكنائس أو المؤسسات الكنسية في البلاد.

## تاريخ

### العصور المبكرة

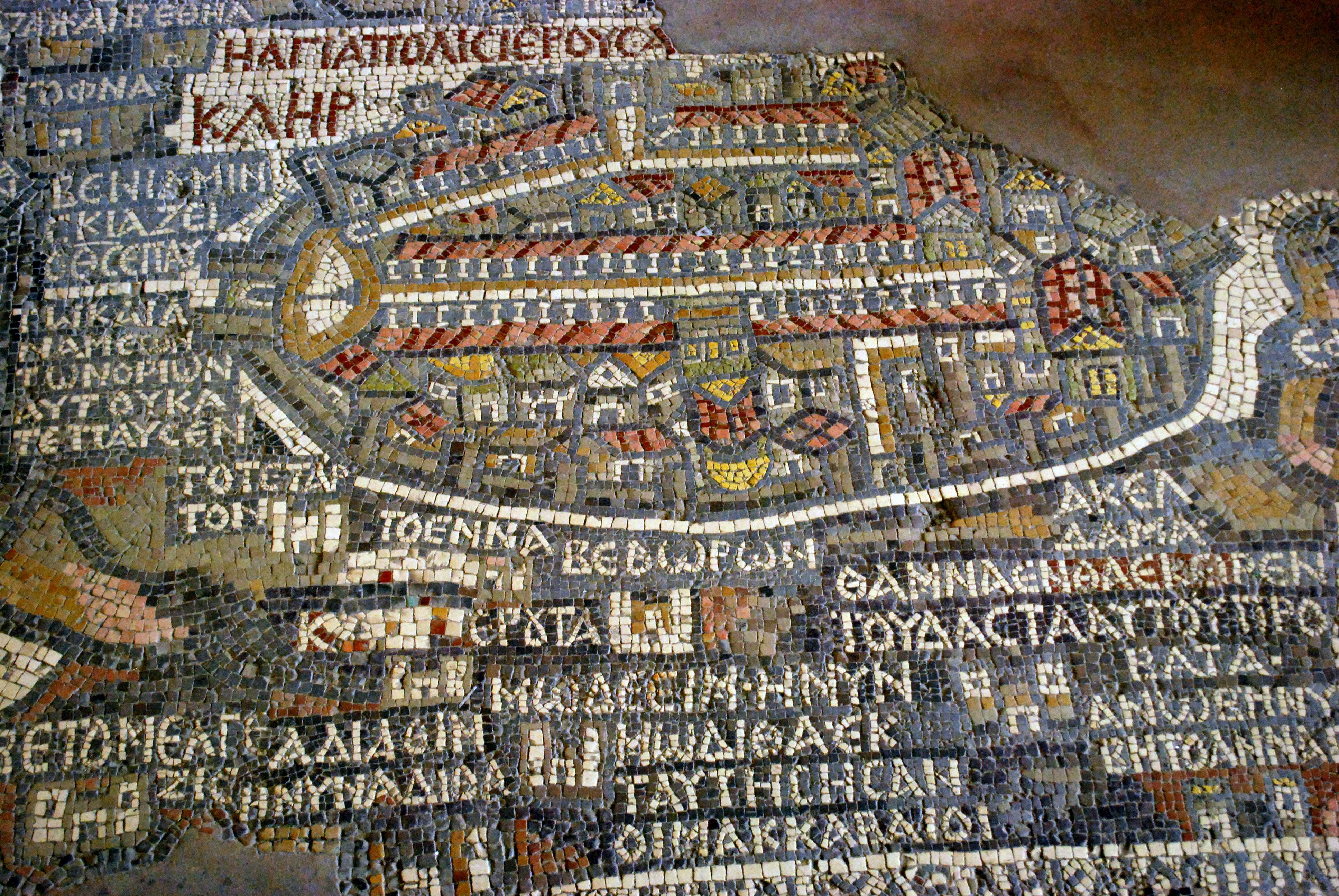
فسيفساء خارطة مادبا.

المسيحيون الأردنيون هم من أقدم المجتمعات المسيحية في العالم. والأغلبية كانت دائمًا من أتباع الأرثوذكسية والمنتمين إلى البطريركية الأرثودكسية في القدس والتي تأسست أثناء حياة يسوع حسب التقاليد الأرثوذكسيَّة. وينحدر الكثير من مسيحيي الأردن من الغساسنة والقبائل العربية القديمة مثل لخم.
يذكر العهد الجديد صراحة وجود عرب في القدس حين حلّ الروح القدس على التلاميذ الاثني عشر،أعمال 2/41] وذكر القديس بولس في رسالته إلى غلاطية أنه أقام في «بلاد العرب» مبشرًا قسطًا من الزمن،غلاطية 1/17] وأغلب الظنّ أن «بلاد العرب» التي قصدها هي «الولاية العربية» التي تشمل حاليًا الأردن وحوران وسائر جنوب سوريا، وكانت عاصمتها بصرى الشام. فيستنتج إذن، بناءً على العهد الجديد دخول المسيحية الباكر بين العرب، يضاف إلى ذلك ما رواه الطبري وأبو الفداء والمقريزي وابن خلدون والمسعودي مجتمعين، بأن تلامذة المسيح هم من انتشروا في الجزيرة العربية مبشرين بالدين، ومنهم على وجه الخصوص متى وبرثلماوس وتداوس، وقبلاً كان مؤرخون سريان ويونان قد عدّوا العرب «ضمن الشعوب المتنصرة» ومنهم أوسابيوس القيصري وأرنوبيوس من القرن الثالث وثيودوريطس من القرن الخامس.
من المعروف أن إدراة الأردن تحت الحكم الروماني كانت خاضعة لقبيلة قضاعة، ومن الثابت أن هذه القبيلة قد اعتنقت المسيحية منذ عهد الملك مالك بن فهم كما ذكر اليعقوبي، وبعد أن زالت سلطة بني قضاعة تلاهم بني سليح وهم أيضًا من «نصارى العرب» كما صرّح المسعودي في «مروج الذهب» وأخيرًا حكم تلك المناطق قبيلة غسان الذين أثبت كونهم مسيحيين المسعودي في «مروج الذهب» وابن رسته في «الأخلاق النفيسة» وأبو الفداء والنويري وغيرهم،

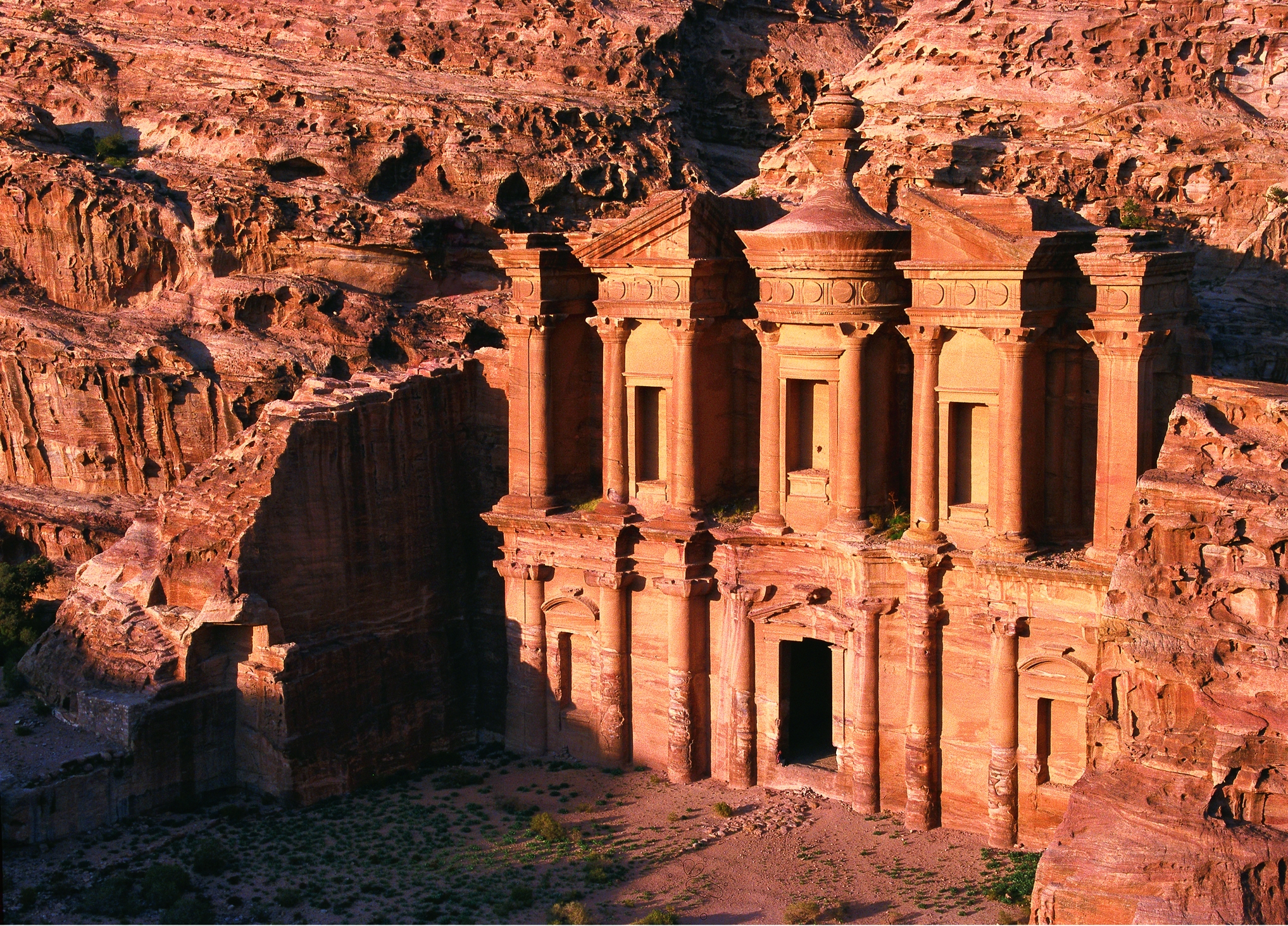
الدير؛ ويُعتقد أن واجهة الدير قد حُولت إلى دير للرهبان أثناء الفترة البيزنطية في بلاد الشام، وذلك لوجود أثار للصلبان المحفورة بالصخر.

وهناك أبيات شعر للنابغة الذبياني يشيد فيها بملوك غسان مهنئًا إياهم بعيد الشعانين، وأوسابيوس القيصري في القرن الثالث يقول أن أغلب سكان «جنوبي بلاد الشام» من العرب من المسيحيين مع اختلاط بيهود وبعض البطون التي حافظت على الوثنية. وفي البلقاء وغور الأردن كانت البلاد خاضعة لحكم الضعاجمة الذين اعتنقوا المسيحية خلال عهد داود بن الهبولة أواخر القرن الثاني، وبالقرب منهم كان الأنباط بدورهم مسيحيين وقد احتفظوا بدينهم حتى بعد ظهور الإسلام كما أثبت ياقوت الحموي وقال بديع الزمان الهمذاني. يمكن الاستدلال على قوة المسيحية العربية من كثرة الأديرة وانتشارها وقد ظلّ بعضها قائمًا حتى القرن العاشر واهتمّ ياقوت الحموي بجمعها فذكر دير يوب ودير بونا ودير سعد في الأردن.
ساهم المسيحيون العرب في الفتح الإسلامي بشكل فاعل، سواءً ضد الفرس أو ضد البيزنطيين، يمكن أن يذكر في هذا الصدد أبو زيد الطائي المسيحي الذي قاتل الفرس في معركة الجسر «حميّة للعرب»، ومعركة البويب حين قامت فرق من قبيلتي تغلب ونمر بزعامة أنس بن هلال النميري بالقتال إلى جانب المسلمين ضد الفرس، وحصل هذا في مواقع أخرى عديدة من فتوح الشام والعراق كفتح تكريت والجزيرة الفراتية، وفي معركة فحل في الأردن حين انسحبت لخم وجذام وغسان من معسكر الروم إلى معسكر المسلمين، ويجب أن يستثنى من ذلك معركة أليس حين تحالفت قبيلة عجل العربية المسيحية وكذلك قبيلة تيم اللات مع الفرس، وأمر خالد بن الوليد بأن يقتل جميع الأسرى من العرب والعجم، فضربت رقابهم جميعًا بأمره وأجرى الدماء نهرًا؛ ثم ارتكب مجزرة أخرى عندما قتل الغساسنة في مرج راهط يوم عيد الفصح كما ذكر البلاذري، وتقول سعاد الصالح أنّ خالد بن الوليد كان متشددًا مع المسيحيين عكس أبو عبيدة بن الجراح الذي مثل الوسطية والليونة.

### العصور الوسطى

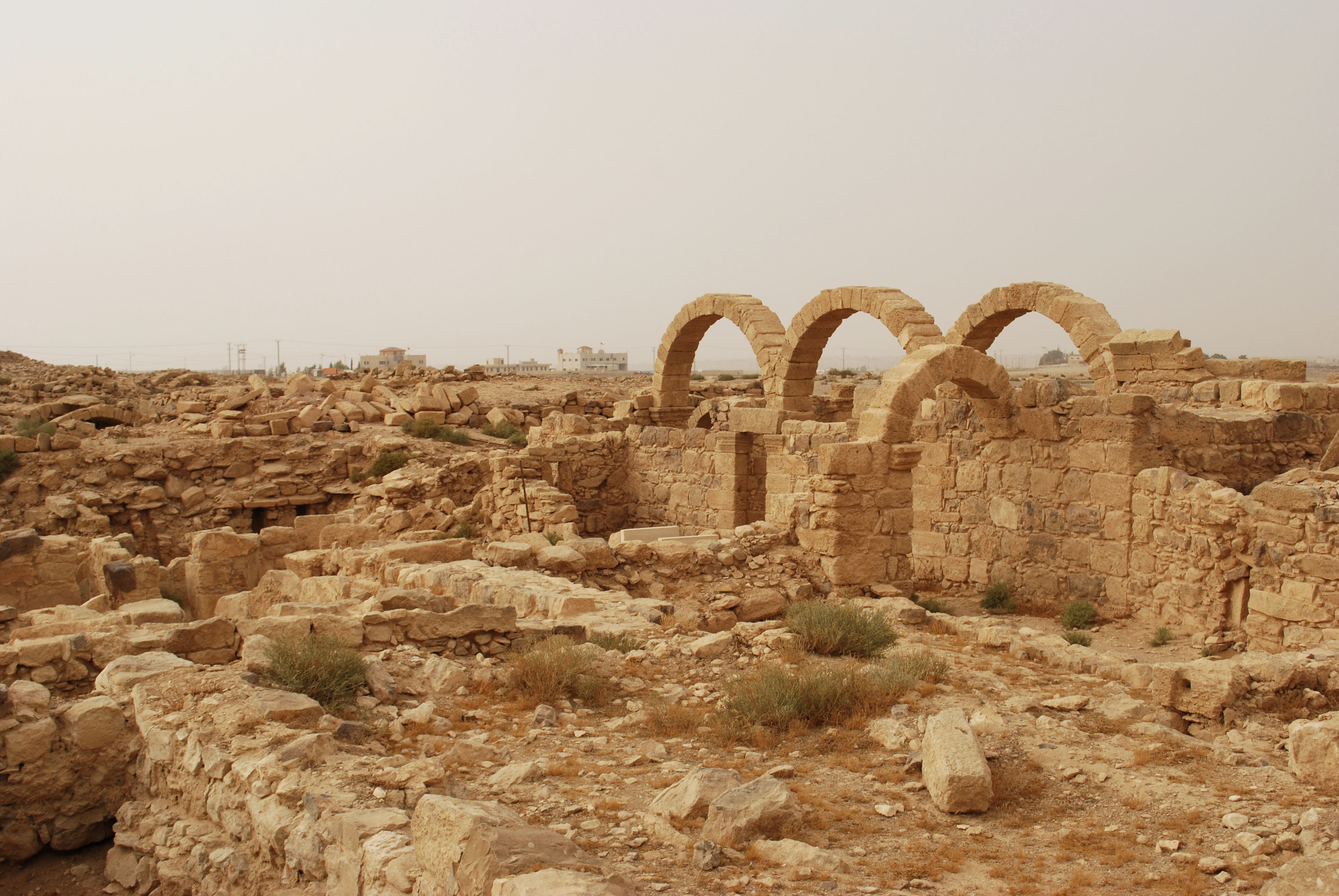
مباني كنسية في مدينة أم الرصاص.

في عام 630، حارب المسيحيين ضد الجيش البيزنطي ودعموا الفتح الإسلامي خاصًة قبيلة العزيزات المسيحية وذلك في معركة مؤتة في الكرك؛ واستقبل المسيحيّون في بلاد الشام المُسلمين بالترحاب بعد أن انسحب الروم من البلاد، ويرجعُ تقبّل النصارى للمُسلمين إلى عدَّة أسباب، منها الرابطة العرقيَّة والقوميَّة، فهم إمَّا سُريانٌ ساميّون مثل العرب المُسلمون، أو عربٌ من بني جلدتهم تجمعهم صلة الرحم، كما ولَّدت سياسة الإمبراطوريَّة القاضية بِفرض مذهبها على جميع الرعايا سببًا إضافيًّا جعل المسيحيّين اليعاقبة ينفرون منها، ويُفضلون الهيمنة الإسلاميَّة كونها تضمن لهم حُريَّة المُعتقد.
أسس معاوية بن أبي سفيان الدولة الأموية وجعل عاصمتها دمشق، ونظراً لقرب الأردن من عاصمة الحكم الإسلامي ولتمتعها بموقع جغرافي متميز باتت على مفترق طرق الحجاج القاصدين الديار المقدسة في مكة والمدينة. وأزدهرت الحياة في الأردن، وبنيت المدن والقصور مثل قصر الحلابات وقصر الحرانة وقصر المشتى وقصر عمرة وغيرها. سمح الأمويون بالاحتفاظ بأغلب الكنائس ولم يمانعوا في ترميمها أو في بناء كنائس جديدة، ورغم أنّ بعض عهود الصلح أيام الراشدين نصّت على منع استحداث كنائس جديدة، إلا أن الأمويين لم يلتزموا بها باستثناء مرحلة عمر بن عبد العزيز وقد روى الطبري أن خالد القسري والي العراق، كان يأمر بنفسه بإنشاء البيع والكنائس، وأبو جعفر المنصور الخليفة، حذا حذوه عندما شيّد بغداد. على صعيد آخر انخرطت أعداد كبيرة من المسيحيين في صفوف الدولة، فكان الوزراء وكتبة الدواوين وأطباء البلاط ومجموعة كبيرة من الشعراء والأدباء من المسيحيين.

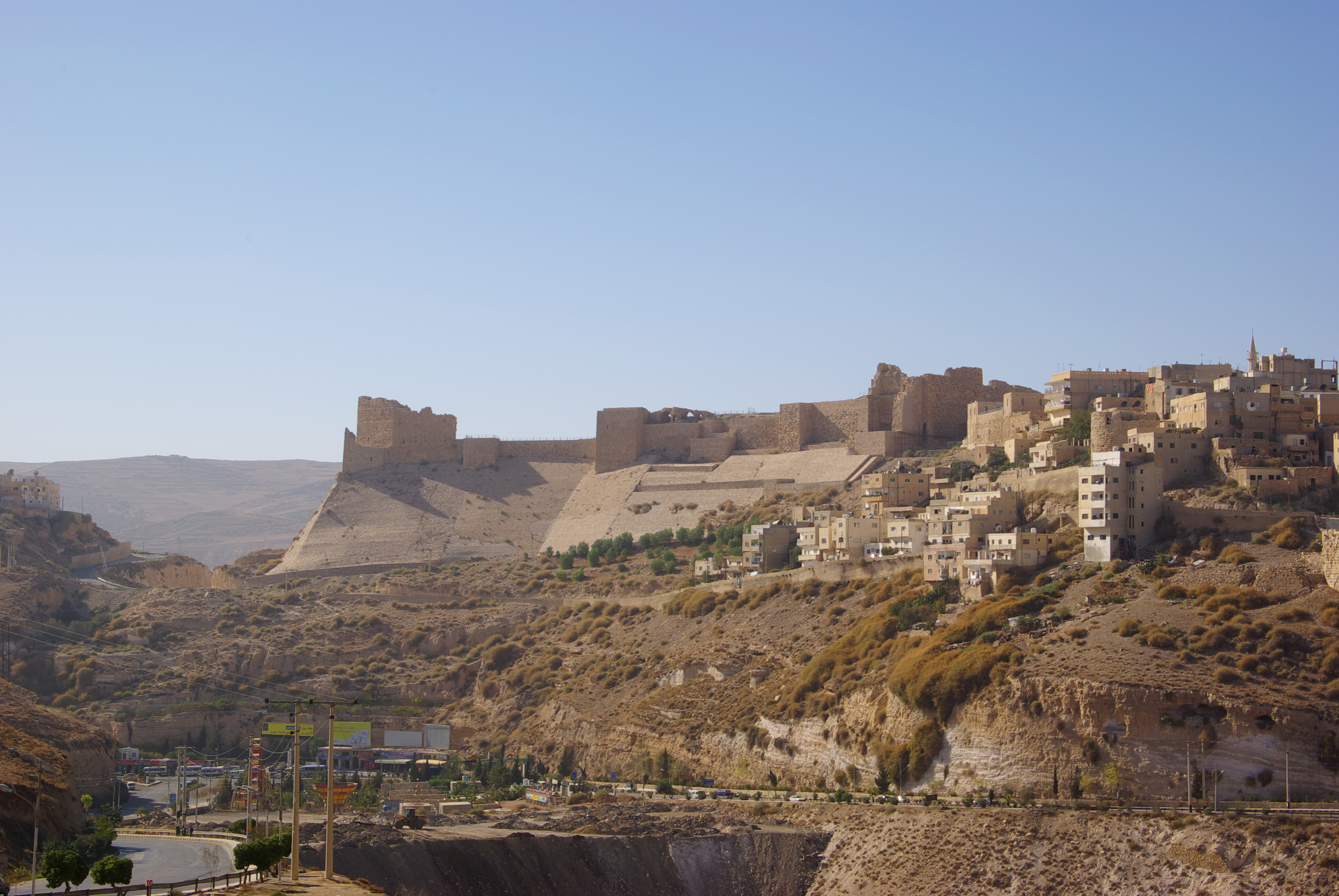
قلعة الكرك، التي بناها الصليبيون في القرن الثاني عشر.

في بداية القرن الثاني عشر الميلادي تعرضت بلاد الشام لهجمات الحملات الصليبية الشرسة والتي ألقت الأردن في أتون نيران حرب مستعرة. خلال عهد بالدوين الأول، توسعت مملكة بيت المقدس من الناحية الجغرافية والديموغرافية على حد سواء، مع استقدام مزيد من المستوطنين اللاتينيين من أوروبا الغربية خصوصًا إثر حملة الأطفال الصليبية عام 1101 والتي جلبت معها تعزيزات للملكة؛ سيطر بالدوين الأول على غور الأردن عام 1115 وكان قد استطاع عام 1104 فتح عكا ثم بيروت عام 1110 وصيدا عام 1111 مع مساعدة من ملك النرويج سيجورد الأول بشكل خاص والمدن الدول الإيطالية بشكل عام. وتأسست جماعة فرسان القديس يوحنا الذين نذروا النذور الرهبانية وهي الفقر والطاعة والعفّة إلى جانب كونهم مقاتلين، وهدف إنشائهم الرئيسي كان أيضًا حماية قوافل الحجاج وتقديم المساعدات الغذائية والعلاجية لهم، ومن هنا جاءت تسميتهم بفرسان المستشفى أيضًا، وعلى نمطهم سار الدواية الذين تأسسوا على يد هوف البينزي عام 1118، بوصفهم «رهبانًا محاربين» كما جاء في قوانينهم الخاصة التي أعيدت صياغتها عام 1228، وكان من واجبهم حماية قوافل الحجاج التي تقصد نهر الأردن حيث عُمِد يسوع وفق العهد الجديد.
لم يتعامل جميع مسيحيي الأردن مع الصليبيين حيث يذكر أيضًا أن الكنيسة الملكية كانت أولى الكنائس «المستعربة» من ناحية اللغة الطقسية والثقافة مع حفاظ على شيء من تقليدها اليوناني - الإغريقي؛ الموارنة وقعوا في حرب أهلية أواسط القرن الثاني عشر بين مؤيد للصليبيين سكن الساحل ومعارض لهم سكن الجبال حتى اغتالوا أمير طرابلس عام 1128، ويذكر أن الموارنة قد استفادوا من الحقبة الصليبيبة بتشييد الكنائس بحرية أكبر في أماكن تواجدهم وإدخال قرع الأجراس إيذانًا بالصلاة إذ كان الفاطميون قد منعوا هذه الطقس على المسيحيين. في القدس أعاد الصليبيون ترميم وتوسعة كنيسة القيامة وعدد من الكنائس الهامة كالمهد والبشارة وجبل الزيتون ومادبا وأسسوا كنيسة مستقلة لا تزال إلى اليوم تتبع الطقس اللاتيني وتعرّف نفسها منذ إعادة تأسيسها أواسط القرن التاسع عشر بالهوية العربية، أما البطريركية الملكية في القدس فقد تضررت من قيام البطريركية اللاتينية، وعادت إليها بعد زوال مملكة بيت المقدس رعاية أغلب الأماكن المقدسة في فلسطين والأدن وفق العقائد المسيحية، وهذه البطريركية كالبطريركية الملكية الأخرى في أنطاكية، تبنت اللغة العربية في طقوسها باكرًا، وأعاد البعض ذلك للعهد الأموي ذاته.

### العصور الحديثة

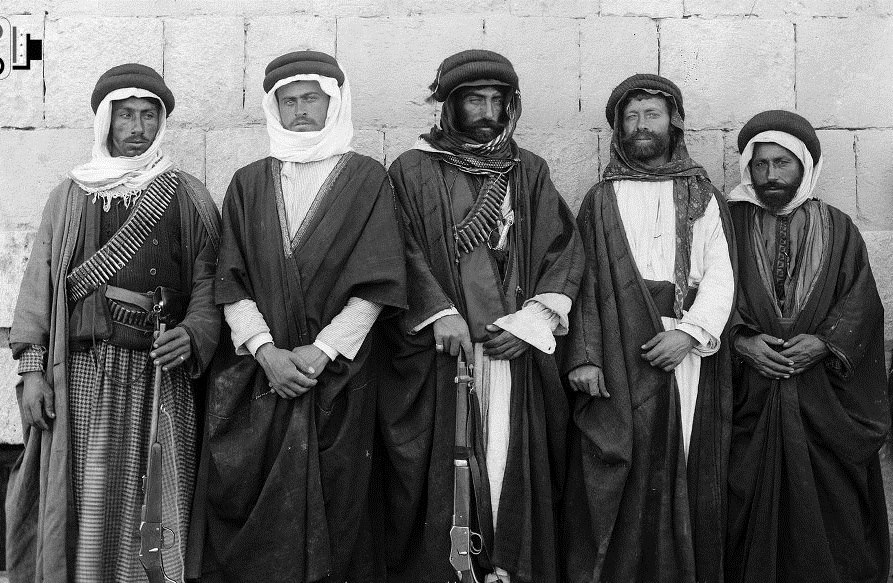
صورة تاريخيَّة لمسيحيين من البدو تعود لعام 1904.

دخلت الأراضي الأردنية تحت الحكم العثماني في أعقاب هزيمة المماليك أمام العثمانيين عام 1516 في معركة مرج دابق، وبقيت الأردن جزءًا من هذه الإمبراطورية من عام 1516 حتى عام 1918. كفلت الدولة العثمانية الحرية الدينية نظريًا وفق «نظام الملل»، حتى 1831 لم يكن هناك مساواة بين المواطنين، وكان محمد علي أول من أدخل قضية المساواة في الحقوق والواجبات بين المواطنين وعادت الدولة عبر خط كلخانة بتبنيها عام 1839، وأعادت التأكيد على ذلك في الخط الهمايوني عام 1856؛ بكل الأحوال فإن الوظائف الإدارية والقضائية ظلت شبه محصورة بالمسلمين السنّة، واستمرت حماية الدول الأوروبية للمسيحيين، كما أن المساواة لم تشمل فعليًا مجال الخدمة العسكرية والانخراط في الجيش، إذ استمرّ غير السنّة بدفع بدل نقدي، يبلغ مجيديين سنويًا أي خمسي الليرة العثمانية الذهبية عن كل ذكر بين السادسة عشر والسبعين ثم عدلت لتصبح بين العشرين والأربعين. أما أبرز ما سقط فهو الجزية، ومنع تعييرات المسيحيين واليهود، وفي عام 1841 أصدر الباب العالي فرمانًا آخر يقضي بتجريم التمييز بين سكان سوريا العثمانية على اختلافهم.
في عام 1883 تأسست على يد ماري ألفونسين «راهبات الوردية المقدسة» برفقة ثمانية فتيات أخريات. وقد تمت الموافقة على قوانين الرهبنة عام 1897 ونمت بسرعة وازداد عدد المنتسبات لها، ثم أصبحت عام 1959 رهبنة حبريّة أي تتبع مباشرة للكرسي الرسولي. جالت ماري ألفونسين في مناطق عدة ضمن مهمة التدريس والإرشاد والتمريض في الناصرة والسلط وغيرها من الأماكن في فلسطين والأردن.
بعد أن أصبحت مدينة عمان مركزًا رئيسيًا على طول خط حديد الحجاز في عام 1914، هاجرت العديد من عائلات التجار المسلمين والمسيحيين من السلط إلى المدينة. أثناء الثورة العربية الكبرى بين عام 1916 وعام 1918 قاتل المسيحيون ضد الأتراك إلى جانب المسلمين العرب. ساعد المسيحيون في بناء الأردن، ولعبوا أدوارًا قيادية في مجالات التعليم، والصحة، والتجارة، والسياحة، والزراعة، والعلوم، والثقافة، والعديد من المجالات الأخرى. تسببت حرب عام 1948 في نزوح جماعي للاجئين المسلمين والمسيحيين الفلسطينيين، ومعظمهم قدم من يافا والرملة واللد، إلى مدينة عمان. ففي أعقاب حرب 1948 التي أفضت إلى ميلاد دولة إسرائيل، مُسحت عن الوجود قرى مسيحية بأكلمها على يد العصابات الصهيونية وطرد أهلها أو قتلوا، وهكذا فإن كنائس اللد وبيسان وطبرية داخل إسرائيل حاليًا إما دمرت أو أغلقت بسبب عدم بقاء أي وجود لمسيحيين في هذه المناطق، يضاف إلى ذلك وضع خاص للقدس فأغلبية القدس الغربية كانت من مسيحيين قامت العصابات الصهيونية بمسح أحيائها وتهجير سكانها وإنشاء أحياء سكنية يهودية فيها لتشكيل «القدس الغربية اليهودية» وهكذا فكما يقول المؤرخ الفلسطيني سامي هداوي أن نسبة تهجير العرب من القدس بلغت 37% بين المسيحيين مقابل 17% بين المسلمين، مقابل ذلك ظهرت رعايا جديدة في الشتات الفلسطيني فكنيسة عمان التي كانت تعد بضع مئات وصلت إلى عشرة آلاف نسمة نتيجة التهجير، ونشأت تسع كنائس جديدة في الزرقاء للاتين وحدهم.

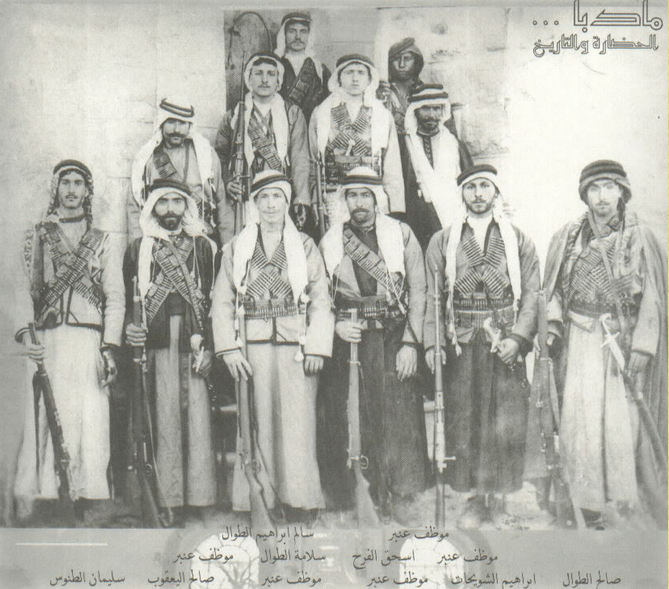
صورة تاريخيَّة لمسيحيين من البدو من مدينة مادبا.

في عام 1952، أعلن الأردن أن الإسلام هو الدين الرسمي، ووفقًا للأستاذ الإسرائيلي يهودا زفي بلوم، تم تطبيق ذلك في القدس والتي كانت تحت السيطرة الأردنية. وفي عام 1953، قام الأردن بتقييد حق الجماعات المسيحية من امتلاك أو شراء الأراضي بالقرب من الأماكن المقدسة، وفي عام 1964، منعت المزيد من الكنائس من شراء الأراضي في القدس. وتم الإستشهاد بهذه الأفعال، بالإضافة إلى قوانين جديدة أثرت على المؤسسات التعليمية المسيحية، من قبل كل من المعلق السياسي البريطاني بات يور وعمدة القدس تيدي كوليك كدليل على أن الأردن سعى إلى «أسلمة» الحي المسيحي في البلدة القديمة في القدس. ومن أجل مواجهة تأثير القوى الأجنبية، والتي أدارت المدارس المسيحية في القدس بشكل مستقل منذ العهد العثماني، شرّعت الحكومة الأردنية عام 1955 بوضع جميع المدارس تحت إشراف الحكومة. وسمح لهم باستخدام الكتب المدرسية المعتمدة فقط والتعليم باللغة العربية. وكان يُطلب من المدارس الإغلاق في أيام العطل الوطنية والجمعة بدلاً من الأحد. ولم تعد الأعياد المسيحية مُعترف بعا رسمياً، وأصبح يوم الأحد كعطلة مقيدًا فقط بالموظفين المسيحيين. وكان يمكن للطلاب، سواء كانوا مسلمين أو مسيحيين، أن يدرسوا دينهم فقط. بشكل عام، تم التعامل مع الأماكن المقدسة المسيحية باحترام، على الرغم من أن بعض العلماء والباحثين يقولون أنها عانت من الإهمال. خلال هذه الفترة، تم إجراء تجديدات لكنيسة القيامة، والتي كانت في حالة من الإهمال الخطير منذ الفترة البريطانية بسبب الخلافات بين المجموعات المسيحية التي تدعي وجود حصة فيها. وفي حين لم يكن هناك تدخل كبير في تشغيل وصيانة الأماكن المقدسة المسيحية، إلا أن الحكومة الأردنية لم تسمح للمؤسسات المسيحية بالتوسع. ومُنعت الكنائس المسيحية من تمويل المستشفيات وغيرها من الخدمات الاجتماعية في القدس. في أعقاب هذه القيود غادر العديد من المسيحيين القدس الشرقية.
وفقًا للإحصاءات التقريبية التي أعدتها اللجنة الإعلامية التحضيرية لزيارة البابا بيندكتوس السادس عشر للأردن، فإن عدد المسيحيين الأردنيين وصل إلى 250 ألفًا بينما تراوح عدد المقيمين منهم داخل الأردن إلى 170-190 ألفًا. وعزت الدراسة أسباب هجرة المسيحيين في الأردن إلى عوامل عدة، منها ما ارتبط بالظروف الاجتماعية والاقتصادية وكذلك تسهيل اجراءات الهجرة من قبل الدول الغربية للمسيحيين. ويتمركز المسيحيون في شمال ووسط وجنوب المملكة الأردنية، وخاصةً في مناطق مادبا وعجلون والفحيص ومدينة عمان والسلط والزرقاء وماحص والكرك والحُصن والصريح وإربد والعقبة، وقد انتقلت أعداد كبيرة من المسيحيين من جميع أنحاء الأردن، وخاصة من السلط، إلى مدينة عمان. وهم ممثلون في البرلمان بتسعة مقاعد من أصل 130 كما أنهم ممثلون بالحكومة ومختلف مؤسسات وأجهزة الدولة الرسمية. ويعتبر الأردن الدولة العربية الوحيدة التي زارها ثلاثة بابوات كاثوليك هم بولس السادس ويوحنا بولس الثاني وبندكت السادس عشر، ولا قيود على إنشاء الكنائس أو المؤسسات الكنسية في البلاد.

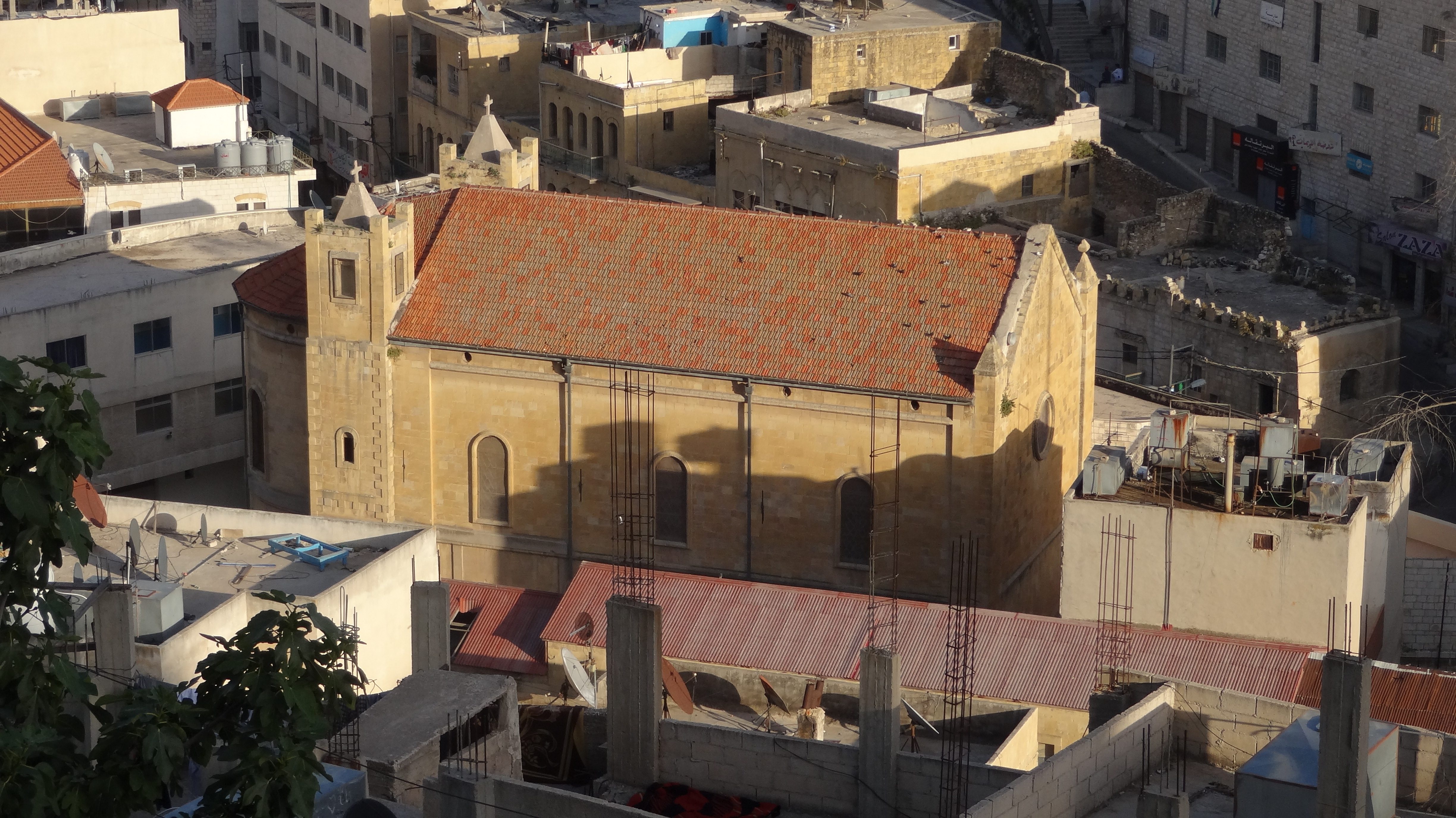
كنيسة انتقال السيدة في مدينة السلط.

العلاقات بين المسلمين والمسيحيين في البلاد ودية ويتقاسم المجتمعان نفس أسلوب الحياة واللباس واللغة، وهناك حالة انسجام للمسيحيين في المجتمع بسبب طبيعة علاقتهم الودية مع المسلمين، كما أن بعض العشائر الأردنية تنقسم إلى قسمين، واحد مسيحي وآخر مسلم، وخاصةً في مدينة مادبا والسلط والكرك التي تضم على مجتمعات إسلامية ومسيحية، وتنحدر الكثير من العشائر المسيحية الأردنية إلى الغساسنة والقبائل العربية القديمة مثل لخم، وتعود أصول العديد من العائلات المسيحية في الأردن إلى فلسطين التاريخية والذين قدموا إلى البلاد عقب حرب 1948. ومنذ نشوء الإمارة عام 1920 برز عدد وافر من الشخصيات المسيحية على الصعيد العسكري والاقتصادي والثقافي والاجتماعي، عمومًا تُصنَّف الأقلية المسيحية في الأردن على أنها «أقلية ناجحة»، وعلى الصعيد الاقتصادي فحسب جريدة فاينانشيال تايمز يمتلك ويُدير المسيحيين نحو ثلث اقتصاد الأردن، والمسيحيون مندمجون في المجتمع الأردني ويتمتعون بمستوى عال من الحرية، ويشكل المسيحيين جزءاً كبيراً وهاماً من النخبة السياسية والاقتصادية في المملكة، وبحسب وزارة الثقافة الأردنية ينتمي أغلب المسيحيين إلى الطبقة الوسطى والعليا.

## الطوائف المسيحية

### الأرثوذكسية

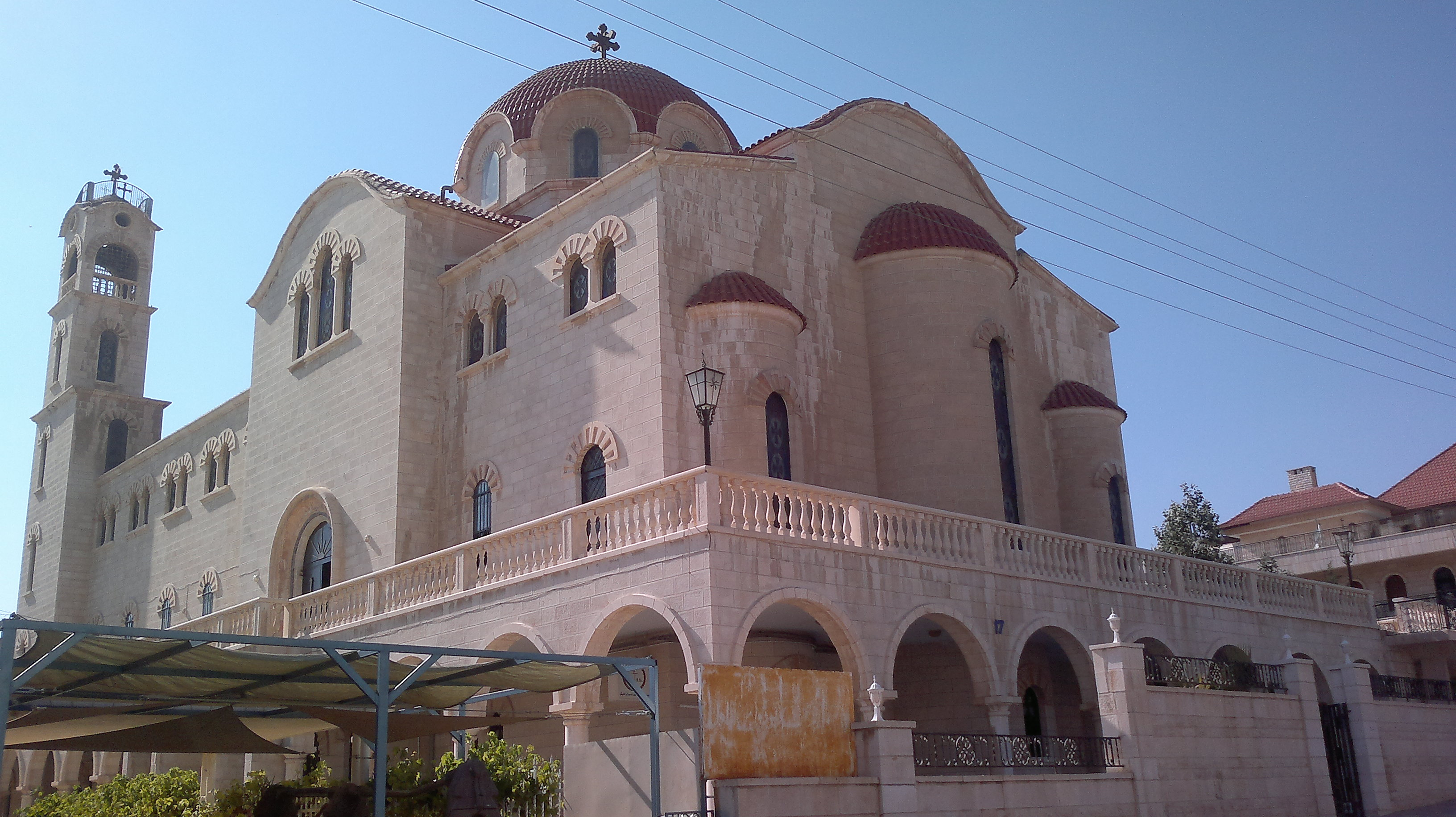
كاتدرائية التقدمة الأرثوذكسية في حي عبدون، في عمان.

الكنيسة الأرثوذكسية الشرقية هي كبرى الطوائف المسيحيَّة في الأردن، وهي جزء راسخ من التركيبة المسيحية في الأردن. ويتبع الأرثوذكس كنيسة الروم الأرثوذكس في القدس وشرق الأردن، وتتراوح أعدادهم بين 120 ألف إلى حوالي 300 ألف. ويعيش معظم الأرثوذكس في عمان والمناطق المحيطة بها، خصوصًا في الفحيص والحُصن ذات الأغلبية الأرثوذكسية. وينحدر الكثير من مسيحيي الأردن من الغساسنة والقبائل العربية القديمة مثل لخم.
تضم البلاد حوالي تسعة وعشرين كنيسة أرثوذكسية شرقية وتقع جميعها تحت سلطة بطريركية القدس. وغالبيّة أتباع هذه الكنيسة من المسيحيين العرب، ويرعاهم كهنة عرب متزوجون وكذلك أعضاء أخوية القبر المقدس. ومنذ قرون، ترعى أخوية القبر المقدس مصالح الأرثوذكس اليونانيين في الأرض المقدسة، وتهتم بالحفاظ على مكانة الكنيسة الأرثوذكسية في الأماكن المقدسة لتحافظ على الطبيعة الهيلينية للبطريركية. يعتبر عيد الميلاد حسب التقويم الشرقي ورأس السنة الميلادية عطل معترف بها في الأردن.
من الطوائف الأرثوذكسية الأخرى في البلاد كنيسة الأرمن الأرثوذكس، والكنيسة القبطية الأرثوذكسية والكنيسة السريانية الأرثوذكسية والكنائس الآشورية. ويتبع حوالي 50,000 أرمني أردني الكنيسة الأرمنية الرسولية، وغالبية هؤلاء الأرمن هم أحفاد الناجين من الإبادة الجماعية للأرمن خلال الحرب العالمية الأولى والذين تم ترحيلهم من الدولة العثمانية في الأناضول وقيليقية أو فروا إلى سوريا ثم الأردن. ويتبع معظم الآشوريين في الأردن الكنيسة الكلدانية الكاثوليكية، مع وجود مجموعات تتبع كل من الكنيسة السريانية الأرثوذكسية وكنيسة المشرق الآشورية. وفي عام 2005 قدرت أعداد الأقباط في الأردن بأكثر من 8,000 نسمة.

### الكاثوليكية

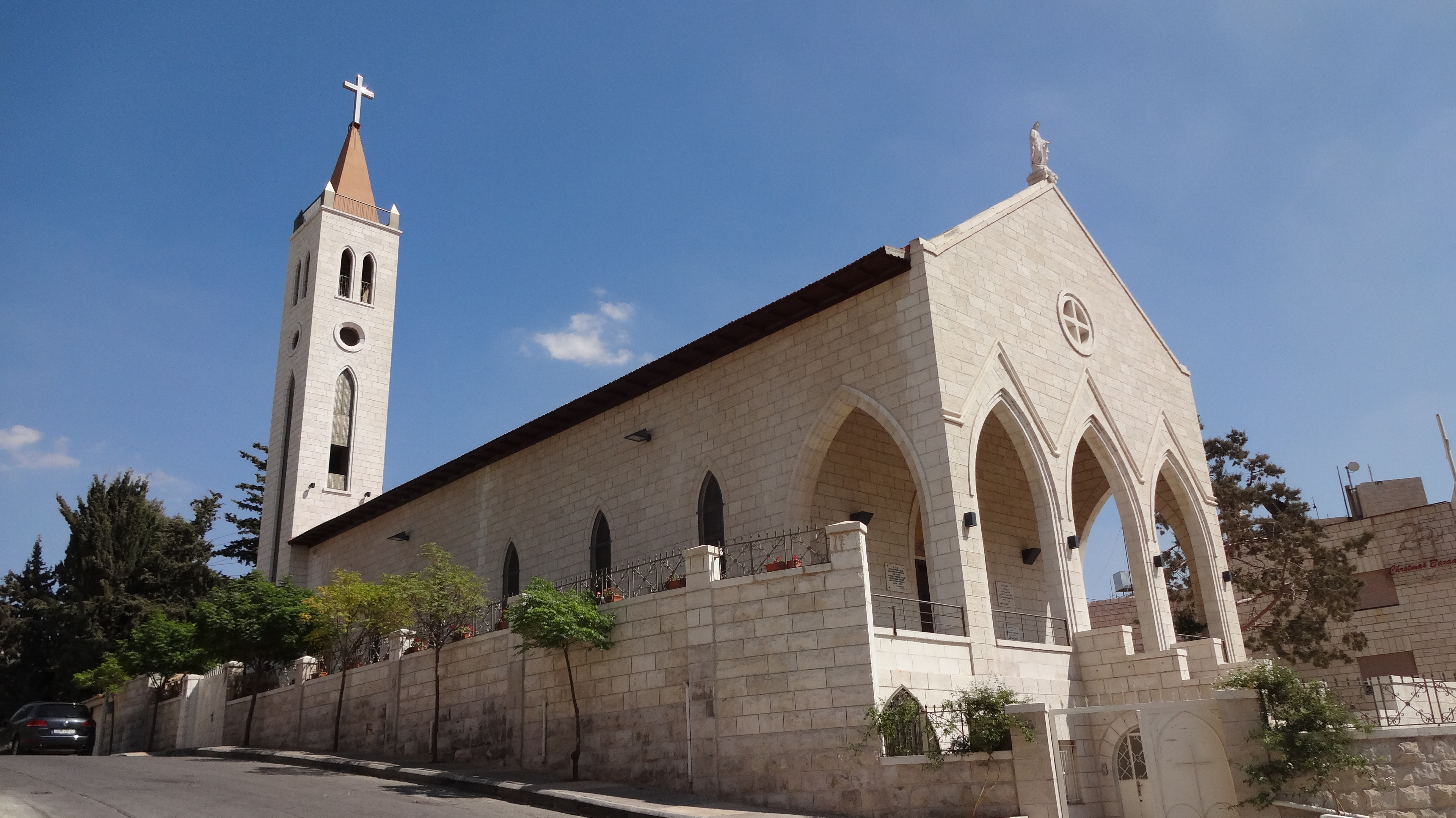
كنيسة سيدة البشارة الكاثوليكيَّة في عمان.

يصل تعداد أتباع الكنيسة الكاثوليكية حوالي 114 ألف نسمة، منهم ثمانين ألف من أتباع الكنيسة الرومانية الكاثوليكية وحوالي 32 ألف من أتباع كنيسة الروم الملكيين الكاثوليك وحوالي 1,500 سرياني كاثوليكي. تتعاون الكنائس الرومانية الكاثوليكية والكاثوليكية الشرقية مع الكنيسة في روما وتعترف بالأولوية قداسة البابا وبصلاحيته الروحية (وهو يترأس البطريركية الغربية القديمة بصفة كونه أسقف روما). ومن ناحية الطقوس الدينية، تتبع الكنائس الشرقية المرتبطة بروما اللغات والتقاليد الخاصة بها. يتبع الرومان الكاثوليك إداريًا كنيسة اللاتين في القدس وهي كنيسة تتبع الطقوس الرومانية الكاثوليكية تأسست في عام 1099 مع سقوط القدس بيد الصليبيين، وأسسوا فيها ما عرف بمملكة أورشليم التي استمرت قرابة المئتي عام وتزامن تأسيس تلك المملكة مع تأسيس الصليبيين لبطريركية لاتينية كاثوليكية فيها، وبعد انقضاء أيام مملكة أورشليم الصليبية وفقدانهم للسيطرة على القدس لصالح المماليك عام 1291 زالت أسباب وجود تلك البطريركية اللاتينية وانتهى حضورها في جميع نواحي بلاد الشام. استمرّت الكنيسة الكاثوليكية بتنصيب رجال دين برتبة بطريرك أورشليم كمنصب فخري وكان مقر البطريرك في بازيليك سان لورينزو فوري لومورا في مدينة روما. ثم عاد بطاركة القدس اللاتين إلى فلسطين عام 1847 عندما أُقيم المطران جوزيف فاليرجا بطريركًا للكنيسة اللاتينية في أورشليم وبالتالي تم إحياء الكنيسة الرومانية الكاثوليكية مرّة أخرى. في الوقت الحاضر يترأس البطريركية اللاتينية لأورشليم القدس أسقف يحمل لقب بطريرك. ويساعده ثلاثة كهنة مندوبون له يقيمون في الناصرة وعمان وقبرص. ويشغل المطران وليم حنا شوملي منصب النائب البطريركي في الأردن منذ 8 فبراير 2017.
تأسست كنيسة الروم الملكيين الكاثوليك عام 1724، نتيجة لانشقاق وذلك عندما أسس المطران سيريل الرابع أخوية دير المخلص قرب صيدا في لبنان في أواخر القرن السابع عشر. وهي أكبر كنيسة كاثوليكية في الأردن، بطريركية الروم الكاثوليك هي بطريركية عربية رغم أن طقوسها مستندة من الكنيسة الأرثوذكسية التي يغلب عليها الطابع البيزنطي. ويتبع الكاثوليك الملكيين في الأردن أبرشية البتراء وفيلادلفيا للروم الملكيين الكاثوليك، والتي أسسها السينودس الملكي المقدس عام 1932 بموافقة من الكرسي الرسولي، وتمتد سلطتها في الأردن ويقع مقرها في عمان. وتضم 32 ألف عضو، وتتألف من 31 رعية وتشمل ستة جماعات رهبانية وعشرة مدارس.

### البروتستانتية
يبدأ حضور الكنائس البروتستانتية في الشرق الأوسط من القرن التاسع عشر فقط ومن إقامة ممثليات دبلوماسية غربية في القدس. وقد كان استقطبت عدد من المسيحيين الأرثوذكسيين العرب، كان أول نشاط قام به البروتستانت تأسيس جمعية لندن اليهودية وجمعية المسيح التبشيرية سنة 1820، بهدف تبشير اليهود. حاليًا هناك حضور في الأردن للكنيسة اللوثرية، والسبتيين، والكنيسة الخمسينية، وكنيسة يسوع المسيح لقديسي الأيام الأخيرة، والكنائس المشيخية وتشكل هذه الكنائس أقلية بين السكان المسيحيين. بالإضافة إلى الطوائف المعترف بها هناك تجمعات دينية يسمح لها العمل بحرية، ولكن لم يتم الاعتراف بها من قبل الحكومة. منها الكنيسة الإنجيلية الحرة، وكنيسة الناصري، وجمعيات الله، والكنيسة المعمدانية، والتحالف المسيحي التبشيري. وفقًا لدراسة المؤمنون في المسيح من خلفية مسلمة: إحصاء عالمي وهي دراسة أجريت من قبل جامعة سانت ماري الأمريكيّة في تكساس سنة 2015 وجدت أن عدد المسلمين في الأردن المتحولين للديانة المسيحية يبلغ حوالي 6,500 شخص، معظمهم تحول للمذهب الإنجيلي.

## التركيبة السكانية

### أصول بدوية

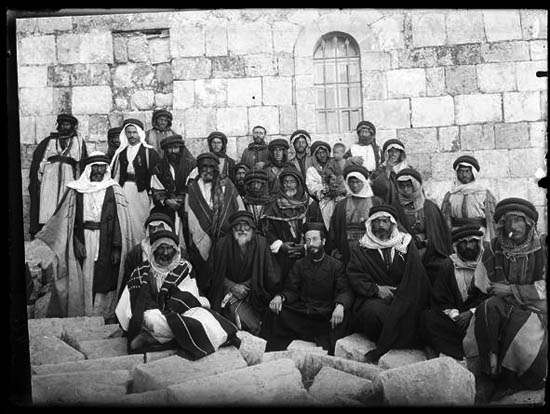
مسيحيون بدو من عشيرة الطوال في عام 1904.

المسيحية دين متأصل بين العشائر العربية فيما يعرف اليوم بالأردن منذ القرون الأولى للمسيحية، وينحدر الكثير من مسيحي الأردن من قبائل الغساسنة والقبائل العربية القديمة مثل قبيلة لخم اليمنية؛ ومن العشائر المسيحيَّة الكبرى في الأردن كل من عشيرة الحداد وهي عشيرة متعددة الأصول وتتواجد بأغلب المحافظات الأردنيَّة، وعشيرة الهلسة والتي يعود أصولها إلى الكرك، وعشيرة الحجازين والتي يعود أصولها إلى الكرك، وعشيرة الدبابنه والتي تنتشر في السلط وعمَّان ومادبا، وعشيرة العزيزات التي يعود أصولها إلى العزيزات في السلط وتنتشر في الكرك وعمَّان ومادبا، وعشيرة الحدَّادين التي يعود أصولها إلى الكرك، إلى جانب كل من عشيرة المعشر والعكشة والزريقات وغيرها. وبحسب تصريح الدكتور إحسان محاسنة تشكل المورثات المنتشرة في الوطن العربي حوالي 93% من مورثات الأردنيين، وأن مورثات المسيحيين الأردنيين قادمة من الفرع القحطاني سيّما عن طريق الغساسنة.
أكثر الطوائف المسيحية انتشارًا بين العشائر الأردنية المسيحية هي كنيسة
الروم الأرثوذكس ويتبعون بطريركية القدس وشرق الأردن، وكنيسة اللاتين ومركزهم بطريركية القدس، وكنيسة الروم الملكيين الكاثوليك. كما أنَّ العلاقات بين العشائر المسلمة والمسيحية في البلاد ودية ويتقاسم المجتمعان نفس أسلوب الحياة واللباس واللغة، وهناك حالة انسجام للمسيحيين في المجتمع بسبب طبيعة علاقتهم الودية مع المسلمين، كما أن بعض العشائر الأردنية تنقسم إلى قسمين، واحد مسيحي وآخر مسلم، وخاصةً في مدينة مادبا والسلط والكرك التي تضم على مجتمعات إسلامية ومسيحية.

### أصول فلسطينية

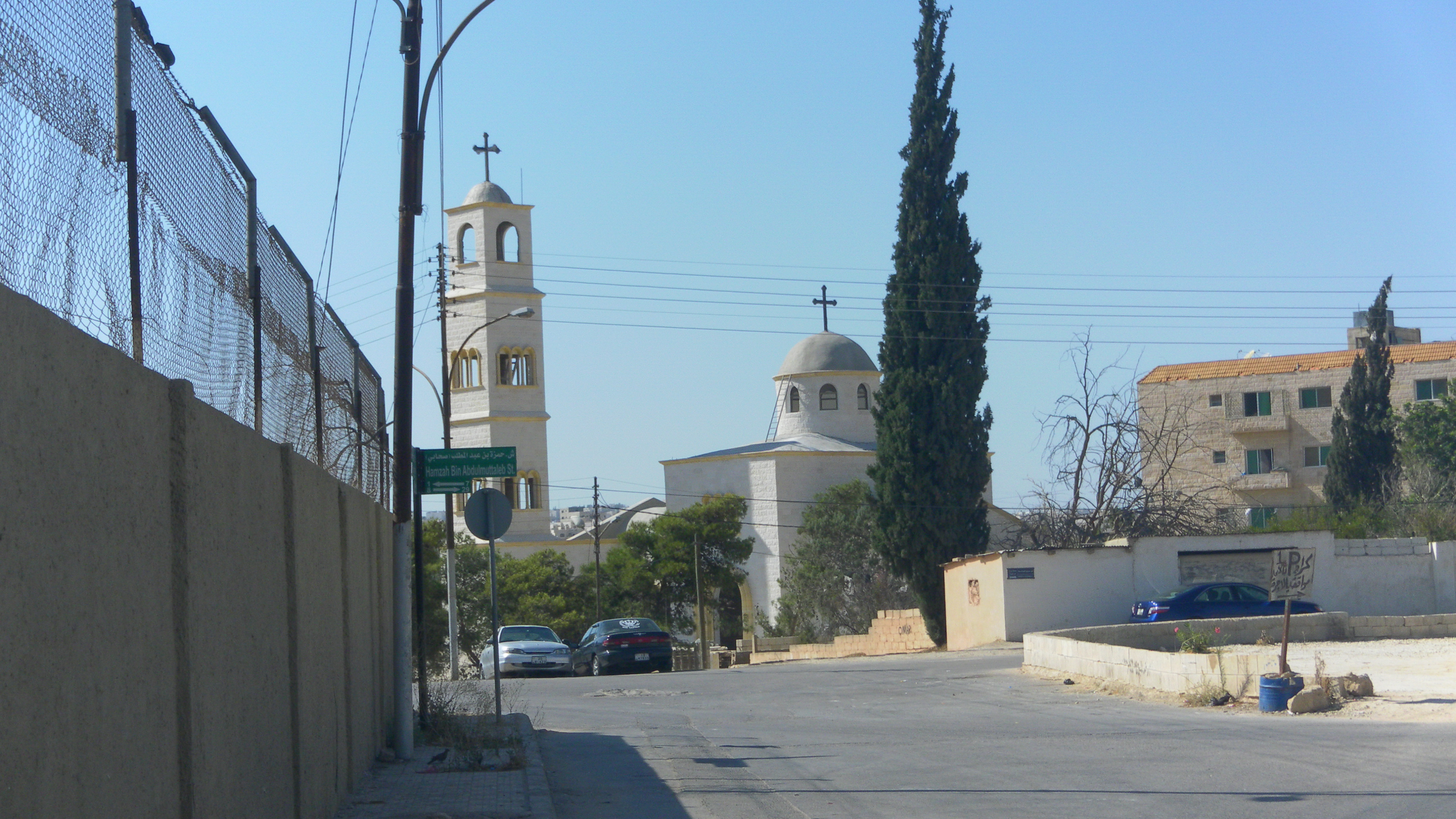
كنيسة القديس نقولا الأرثوذكسية في حي ماركا بعمان؛ معظم أبناء الرعية من أصول فلسطينية.

تسببت حرب عام 1948 في نزوح جماعي للاجئين المسلمين والمسيحيين الفلسطينيين، ومعظمهم قدم من يافا والرملة واللد، إلى مدينة عمان. ففي أعقاب حرب 1948 التي أفضت إلى ميلاد دولة إسرائيل، مُسحت عن الوجود قرى مسيحية بأكلمها على يد العصابات الصهيونية وطرد أهلها أو قتلوا، وهكذا فإن كنائس اللد وبيسان وطبرية داخل إسرائيل حاليًا إما دمرت أو أغلقت بسبب عدم بقاء أي وجود لمسيحيين في هذه المناطق، يضاف إلى ذلك وضع خاص للقدس فأغلبية القدس الغربية كانت من مسيحيين قامت العصابات الصهيونية بمسح أحيائها وتهجير سكانها وإنشاء أحياء سكنية يهودية فيها لتشكيل «القدس الغربية اليهودية» وهكذا فكما يقول المؤرخ الفلسطين سامي هداوي أن نسبة تهجير العرب من القدس بلغت 37% بين المسيحيين مقابل 17% بين المسلمين، مقابل ذلك ظهرت رعايا جديدة في الشتات الفلسطيني فكنيسة عمان التي كانت تعد بضع مئات وصلت إلى عشرة آلاف نسمة نتيجة التهجير، ونشأت تسع كنائس جديدة في الزرقاء للاتين وحدهم. يُشكل المسيحيين من أصول فلسطينية حالياً جزءًا هامًا من النخبة السياسية في المملكة والاقتصادية، ويتمتعون بمستوى تعليمي أعلى نسبياً، وبمؤشر ثروة أعلى نسبياً، وتمثيل أقوى في وظائف ذوي الياقات البيضاء بالمقارنة مع مجمل السكان. ومن العائلات المسيحيَّة ذات الأصول الفلسطينية البارزة في البلاد آل عٌتَقي.

### جماعات أخرى
يُقيم في البلاد جماعات من الآشوريين (السريان) والذين يتبعون في المقام الأول كل من الكنيسة السريانية الأرثوذكسية والكنيسة الكلدانية الكاثوليكية. تعود أصول البعض منهم إلى الجماعات الآشورية التي هربت من مذابح سيفو في مطلع القرن العشرين، والتي هربت من منطقة طور عابدين الواقعة في تركيا الحاليَّة إلى الأراضي الأردنية. اعتبارًا من يونيو 2019، بلغ عدد الآشوريين في الأردن ما يقرب من 10,000إلى 15,000 شخص بحسب التعداد الرسمي؛ وجاء معظمهم من شمال العراق، وهي أحد المواقع الأربعة للموطن الآشوري التقليدي وهي منطقة جغرافية ثقافية وتاريخية تقع في شمال بلاد ما بين النهرين والتي كان يسكنها الآشوريون الأصليون. المناطق التي تشكل الوطن الآشوري هي أجزاء شمال العراق حاليًا وجنوب شرق تركيا وشمال غرب إيران وشمال شرق سوريا. ويعيش معظمهم داخل العاصمة عمان. في حين تشير تقديرات غير رسمية أن تعداد الآشوريين (السريان) في الأردن يتراوح بين 100,000 إلى حوالي 150,000 نسمة.

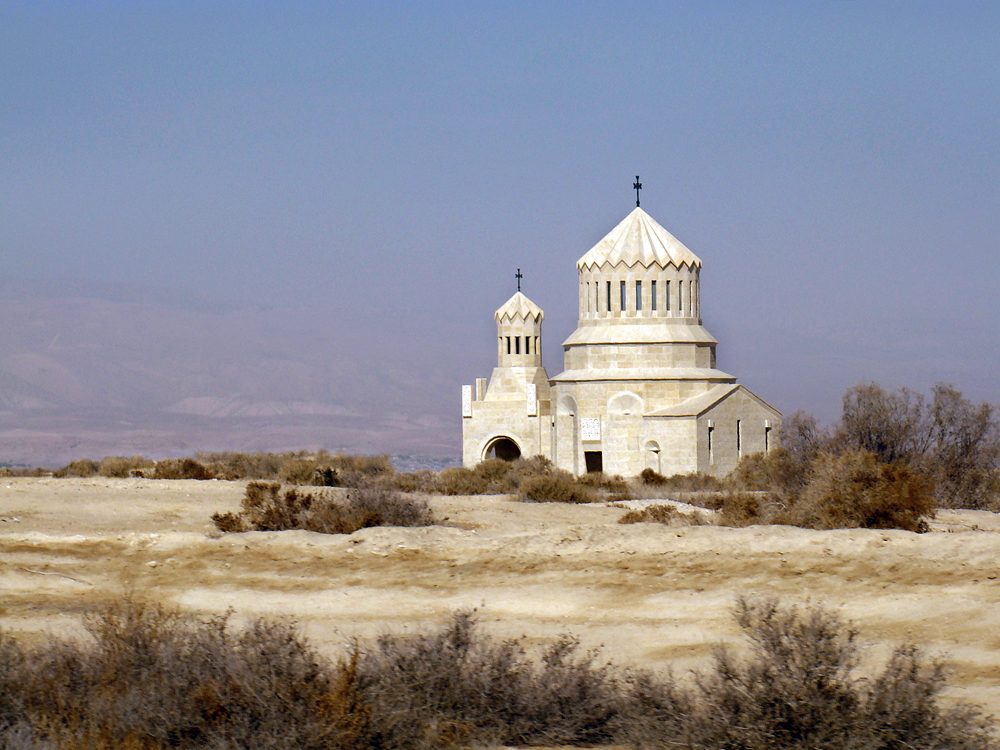
كنيسة أرمنية في المغطس.

هناك ما يُقدر بنحو 3,000 أرمني يعيشون في البلاد ومنهم حوالي 2,500 شخص أعضاء في الكنيسة الرسولية الأرمنية، ويتحدثون في الغالب اللهجة الأرمنية الغربية. ويشكل الأرمن الغالبية العظمى من المواطنين المسيحيين غير العرب في البلاد. كان هناك حوالي 6000 أرمني يعيشون في الأردن خلال الفترة بين عام 1930 إلى عام 1946 وكانت تعود أصول معظمهم إلى أرمينيا الغربية حيث قدموا الأردن هرباً من الإبادة الجماعية للأرمن. بعد الحرب العربية الإسرائيلية عام 1948، جاءت موجة جديدة من المهاجرين من فلسطين إلى الأردن مما زاد عدد الأرمن إلى حوالي 10,000. لكن ابتداءً من الخمسينيات من القرن العشرين، وخاصةً بعد حرب الأيام الستة عام 1967، شهد الأردن هجرة العديد من الأرمن إلى أستراليا وكندا والولايات المتحدة، وهو اتجاه استمر في السبعينيات من القرن العشرين، مما أدى إلى انخفاض أعداد الأرمن الأردنيين إلى حوالي 3,000. غالبية هؤلاء الأرمن هم من نسل الناجين من الإبادة الجماعية للأرمن خلال الحرب العالمية الأولى الذين تم ترحيلهم من الدولة العثمانية في الأناضول وكيليكيا أو فروا إلى سوريا ثم الأردن. أقام اللاجئون الأرمن الأوائل في الأردن بشكل رئيسي في أماكن مثل معان والشوبك والكرك ومادبا والرصيفة. في الوقت الحاضر، يعيش غالبية الأرمن في العاصمة عمان، مع عدد قليل من العائلات في إربد والعقبة ومادبا والزرقاء. عمل الأرمن تقليدياً في التصوير الفوتوغرافي والأزياء وميكانيكا السيارات والأعمال المهنية والتجارة الصغيرة. تقع معظم المنظمات والمدارس والمباني الدينية الأرمنية في حي جبل الأشرفية بعمان ويطلق عليه أيضًا الحي الأرمني.

## الأوضاع الحالية

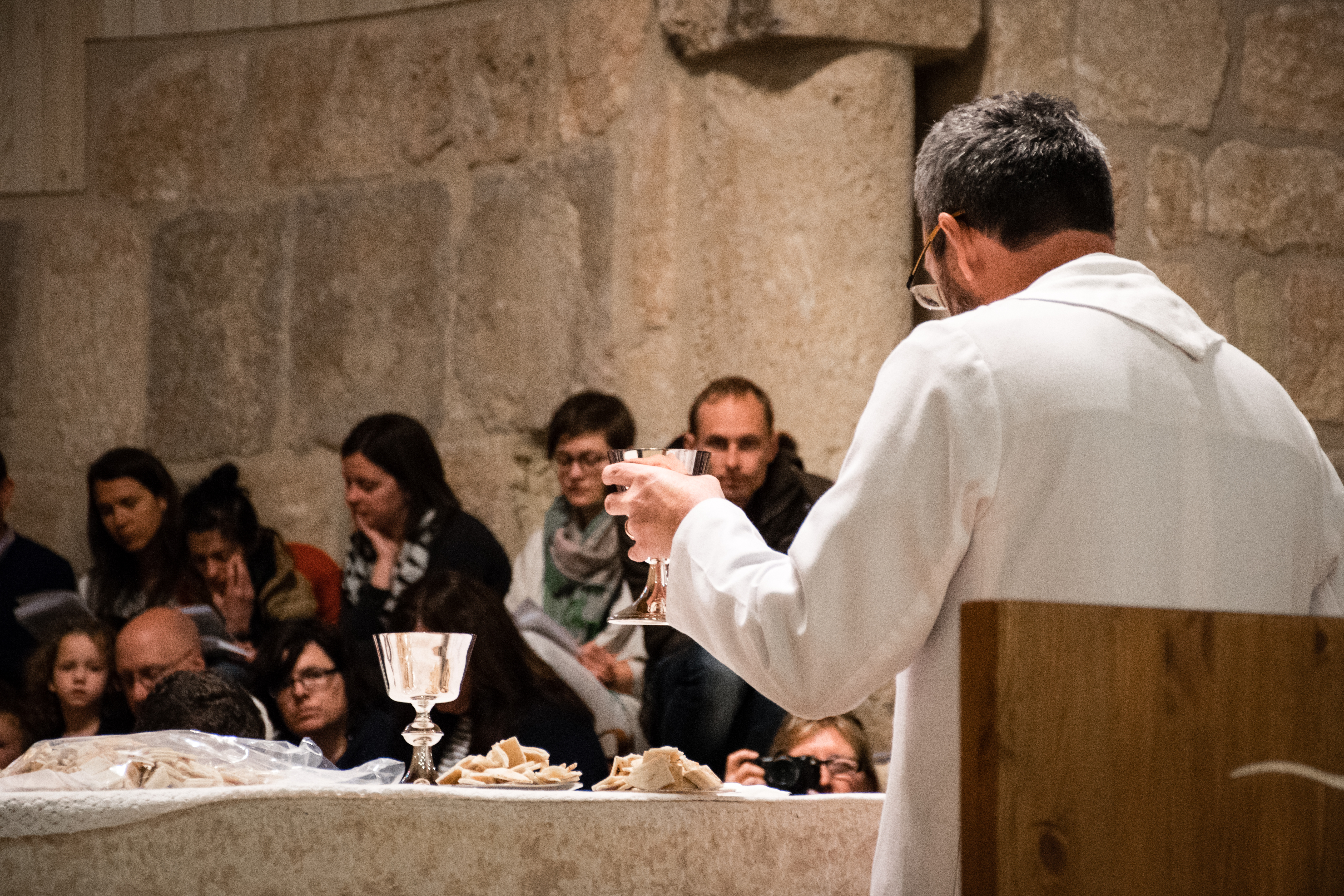
مسيحيون أردنيون يتعبدون في كنيسة جبل نيبو في مادبا، خلال قداس عيد القيامة.

صرح الدكتور إحسان محاسنة أن المورثات المنتشرة في الوطن العربي تشكل 93% من مورثات الأردنيين، وأن مورثات المسيحيين الأردنيين قادمة من الفرع القحطاني سيّما عن طريق الغساسنة. بين الطوائف المسيحية المعترف بها الروم الأرثوذكس ويتبعون بطريركية القدس وشرق الأردن، وكنيسة اللاتين ومركزهم بطريركية القدس، وكنيسة الروم الملكيين الكاثوليك، وكنيسة الأرمن الأرثوذكس، والكنيسة المارونية، والأنجليكانية والكنائس الآشورية ويشكل أتباع هذه الكنائس غالبية سكان الأردن المسيحيين. هناك تواجد للكنيسة اللوثرية، والكنيسة القبطية الأرثوذكسية، والسبتيين، والكنيسة الخمسينية، وكنيسة يسوع المسيح لقديسي الأيام الأخيرة، والكنائس المشيخية وتشكل هذه الكنائس أقلية بين السكان المسيحيين. بالإضافة إلى الطوائف المعترف بها هناك تجمعات دينية يسمح لها العمل بحرية، ولكن لم يتم الاعتراف بها من قبل الحكومة. منها الكنيسة الإنجيلية الحرة، وكنيسة الناصري، وجمعيات الله، والكنيسة المعمدانية، والتحالف المسيحي التبشيري.
وفقاً لمركز بيو، بلغت نسبة المسيحيين في الأردن نحو 2.2% من السكان سنة 2010، ومن المتوقع أن تصبح نسبتهم 2.1% سنة 2050، ومن المتوقع أن تزداد أعداد المسيحيين من 130,000 عام 2010 إلى 240,000 عام 2050. ويرجع الانخفاض في النسب إلى حد كبير إلى انخفاض معدلات المواليد المسيحيين مقارنة مع المسلمين، وإلى تدفق قوي من المهاجرين المسلمين من الدول المجاورة. بالإضافة إلى هجرة المسيحيين العالية مقارنة بالمسلمين، وذلك بسبب المستوى العلمي والاقتصادي والتعليمي العالي عند المسيحيين. وفي عام 2010 كان معدل الأعمار بين مسيحيي البلاد حوالي 23 وهو أعلى من معدل الأعمار العام البالغ 21. وفقًا لدراسة المؤمنون في المسيح من خلفية مسلمة: إحصاء عالمي وهي دراسة أجريت من قبل جامعة سانت ماري الأمريكيّة في تكساس سنة 2015 وجدت أن عدد المسلمين في الأردن المتحولين للديانة المسيحية يبلغ حوالي 6,500 شخص.
هناك عدد كبير من اللاجئين العراقيين المقيمين في الأردن، يأتي ذلك بسبب الغزو الأمريكي عام 2003 ولنزوحهم من الوضع السياسي المضطرب في بلادهم. وصل عددهم إلى نحو مليون لاجئ عام 2007، منهم بين 100,000 إلى 150,000 من الآشوريين (السريان) المسيحيين بحسب التقديرات غير الرسمية. في حين تشير التقديرات الرسمية أن تعدادهم يتراوح بين 10,000 إلى 15,000 شخص. حيث يعتبر الأردن محطة بطريق الهجرة، ويسكن فيها المسيحيون العراقيون مؤقتاً قبل إكمال طريقهم بالهجرة خصوصاً نحو أستراليا وكندا والسويد. وقد شهد الأردن عبور مسيحيي العراق (آشوريون، وسريان، وكلدان) منذ حرب الخليج الثانية (1990)، وازدادت بعد الغزو الأمريكي بسنة 2003، ووصلت حركة الهجرة أوجها بعد سقوط الموصل وسهل نينوى بيد تنظيم الدولة الإسلامية (داعش). إضافة لأنشطة سلطات إقليم كردستان العراق، ضد المسيحيين التي يعتبرها البعض تطهيراًَ عرقياً لأي جماعية عرقية غير كردية سواءاً في العراق أو في سوريا.

### الحضور في المجتمع الأردني

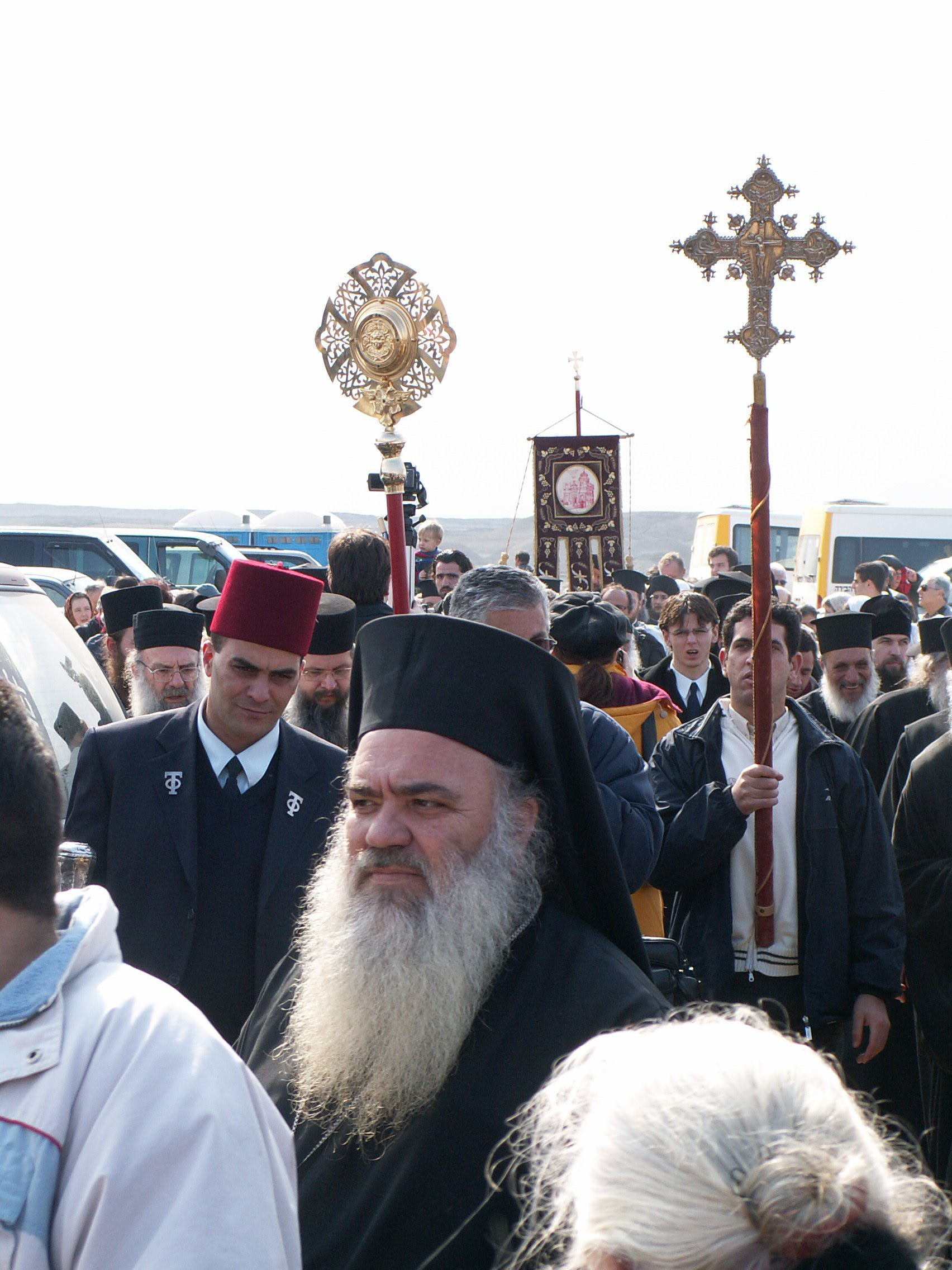
مسيحيون أردنيون خلال احتفالات عيد الغطاس.

لا يوجد اختلافات ثقافيّة كبرى بين المسيحيين العرب والمحيط الأردني العام، بعض الاختلافات تنشأ من الفروق الدينية، ففي المناسبات الاجتماعية التي يكون المشاركون فيها من مسيحيين غالبًا ما تقدم مشروبات كحولية على خلاف ما هو سائد لدى أغلب المجتمعات العربيّة لكون الشريعة الإسلامية تحرّم مثل هذه المشروبات. المسيحيون العرب في الأردن، يختنون ذكورهم في الغالب كالمسلمين رغم أن شريعة الختان قد أسقطت في العهد الجديد أي أن مختلف الكنائس لا تلزم أتباعها بها. ومن ناحية ثانية فإن المسيحيين العرب يستخدمون لفظ الجلالة «الله» للإشارة إلى الإله الذي يعبدونه، علمًا أن لفظ الجلالة المذكور قادم من الثقافة الإسلامية ولا مقابل له لدى مسيحيي العالم الآخرين، باستثناء مالطة، حيث يستخدم مسيحيو الجزيرة لفظ الجلالة أيضًا. ويحمل عدد من المسيحيين في الأردن أسماء ذات صبغة إسلامية مثل محمد وعُمر وخالد، منهم الكاهن محمد شرايحة، وهو كاهن من كنيسة الروم الملكيين الكاثوليك.
أتاح المسلمون للمسيحيين الاندماج بشكل جيد في المجتمع الأردني ويتمتعون بمستوى عال من الحرية. بحسب مركز بيو للأبحاث عام 2010 لدى أغلبية المسلمون الأردنيون وجهات نظر إيجابيَّة حول المسيحيين، حيث أظهر 57% منهم عام 2011 آراء إيجابيَّة بالمقارنة مع 60% عام 2006. بحسب مسح لمركز بيو للأبحاث نُشر عام 2013 يقول 25% من المسلمين الأردنيين إنهم يعرفون بعضًا أو كثيرًا عن المعتقدات المسيحية، ويقول حوالي 60% من المسلمين الأردنيين أنَّ المسيحية تختلف كثيراً عن الإسلام، بالمقارنة مع 19% منهم يقولون أنَّ للمسيحية الكثير من القواسم المشتركة مع الإسلام. وقال 3% المسلمين الأردنيين أنهم يُشاركون في اجتماعات دينيَّة منظمة مع المسيحيين. ويُشكل المسيحيين جزءًا هامًا من النخبة السياسية في المملكة والاقتصادية. ويحظون بفرص اقتصادية واجتماعية متساوية في المملكة. وتضم العائلة الهاشميّة المالكة على أفراد من أصول مسيحيَّة وهم كل من الأميرة منى الحسين والملكة نور الحسين.
يتمركز المسيحيون في الأردن في شمال وجنوب البلاد، وخاصًة في مناطق مادبا وعجلون، والحصن، والفحيص، والكرك، والسلط والعقبة. تعتبر كل من الفحيص والحصن من البلدات ذات الغالبية المسيحية في الأردن. وتعود جذور التركيبة السكانيّة لمدينة مادبا إلى القرن التاسع عشر، إذ إنَّ المدينة الحالية تأسَّست خلال تلك الفترة، نتيجة هجرة عددٍ كبيرٍ من العائلات المسيحيَّة من مدينة الكرك جنوباً واستقرارها في موقع مادبا المعاصر. وهم ممثلون في البرلمان بتسعة مقاعد من أصل 130 كما أنهم ممثلون بالحكومة ومختلف مؤسسات وأجهزة الدولة الرسمية. وأيضًا هناك مسيحيون وصلوا إلى مناصب وزارية هامة، منهم السفراء، ووصل بعضهم إلى رتب عسكرية عالية. وفقًا لنيويورك تايمز وجدت دراسة أجريت من قبل سفارة غربيَّة أن نصف أسر رجال الأعمال البارزين في الأردن كانت مسيحية. ويسمح للمسيحيين من القطاع العام والخاص ترك العمل لحضور قداس يوم الأحد، والاحتفال علنًا بجميع الاحتفالات الدينية المسيحية. وقد أنشأ المسيحيين علاقات جيدة مع العائلة المالكة والحكومة مسؤولون أردنيون مختلفين، ولديهم محاكمهم الكنسية الخاصة لمسائل الأحوال الشخصية. وقد ساهمت الحكومة الأردنية في تحسين موقع الحج في نهر الأردن حيث موقع معمودية يسوع. وبحسب المعطيات الحكومية يمتلك المسيحيون الأردنيون كفاءات ومؤهلات عالية، ومستوى علمي واقتصادي وتعليمي عالي.

## المؤسسات المسيحية

### المدارس
هناك العديد من المدارس المسيحية في الأردن التي تسعى إلى تثقيف الطلاب من العائلات المسيحية والمسلمة على حد سواء. وقد تلقى بعض من أعضاء العائلة المالكة تعليمهم في مدارس مسيحية.
تعمل مدرسة راهبات الوردية من قبل الكنيسة الكاثوليكية. وفي حين تتبع المدرسة الأرثوذكسية الوطنية للكنيسة الأرثوذكسية في الأردن وتلقت جائزة كامبردج الملكة رانيا عدة مرات. أما المدرسة الأهلية للبنات، المدرسة الأسقفية للبنين، ومدرسة شنلر فتدار من قبل الكنيسة الانجليكانية في عمان. هناك أيضًا مدرسة للمكفوفين، ومدرسة للصم، ومدرسة للطلاب المعاقين جسديًا تديرها الكنيسة الانجليكانية. تدار المدرسة المعمدانية في عمان من قبل الكنيسة المعمدانية في الأردن وهي مدرسة مختلطة. وقد عزفت فرقة المدرسة المعمدانية في عدة مناسبات حكومية رسمية. هناك أيضًا كلية دي لا سال وهي واحدة من أرقى المدارس في عمان، تأسست في عام 1950. بالإضافة إلى كلية تيرّاسانتا وكلية الناصرة.

### المستشفيات
يُعتبر المستشفى الإنجيلي أول مشفى في الأردن وقد بني في مدينة السلط من قبل جمعية تبشيرية بروتستانتية. وبدأ المستشفى الإيطالي في عمان والكرك على يد طبيب جرّاح كاثوليكي ومن ثم عهد به إلى راهبات كومبوني التبشيرية. تدير الكنيسة الكاثوليكية أيضًا مستشفى للولادة ومستشفى عام في إربد في شمال الأردن.
أدير المستشفى الحكومي في عجلون سابقًا من قبل الكنيسة المعمدانية. وتأسست مصحة عنجرة والتي تعالج مرضى السل وأمراض الرئة الأخرى من قبل طبيب مسيحي. تقع مصحة عمور خارج المفرق في شمال الأردن. كما وتم تأسيس عيادات من قبل البعثة البابوية في مناطق عدة في الأردن.

## المواقع المسيحية المقدسة في الأردن

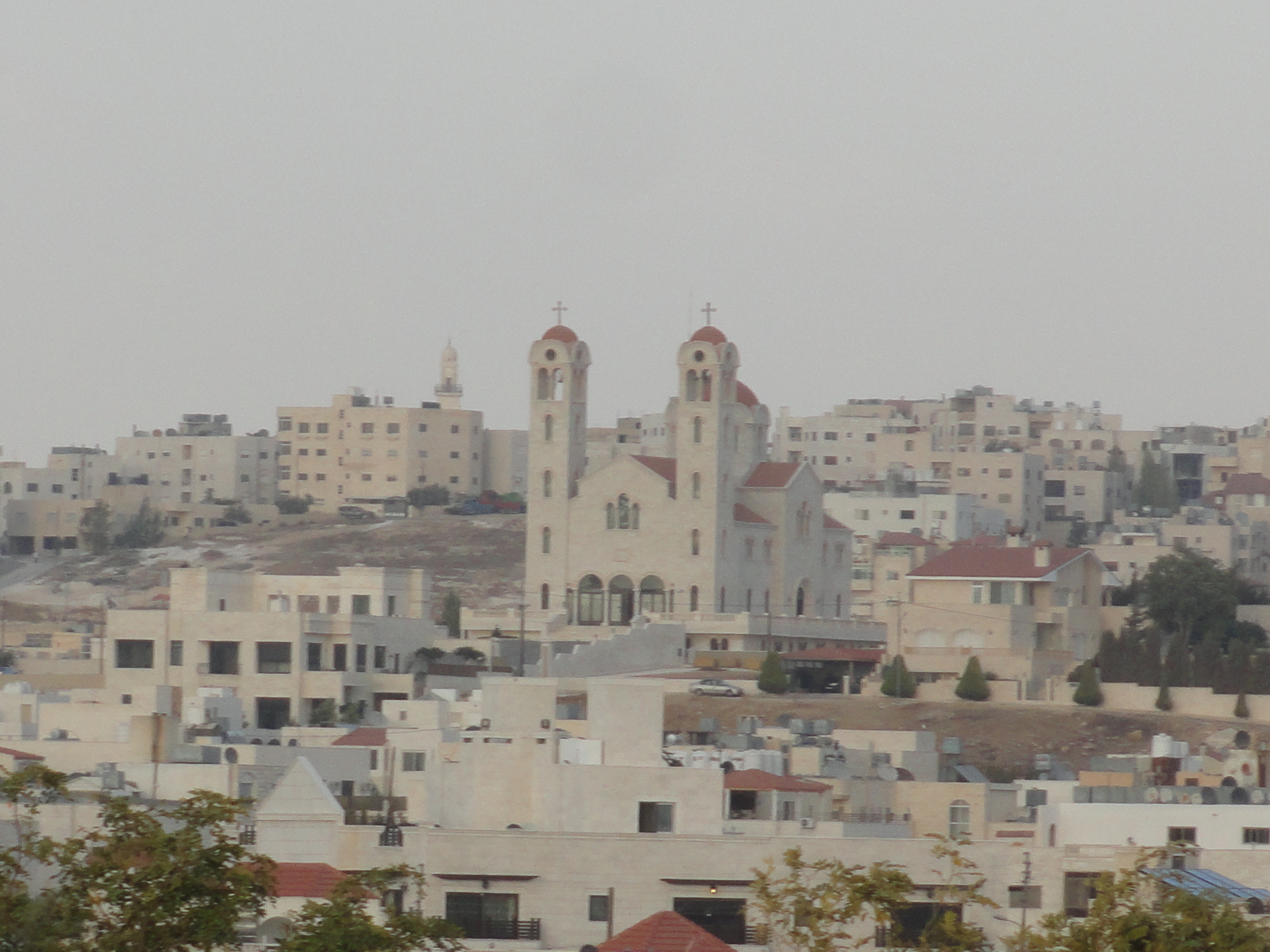
كنيسة أرثوذكسية في عمّان.

تمثل أرض الأردن بالنسبة للمسيحيين الموجودين في المنطقة، وللقادمين من أماكن بعيدة، المكان المثالي لإحياء المراحل والحقب المختلفة في الكتاب المقدس من خلال الصلوات والتأمل. وبالأخص تلك المراحل التي تتحدث عن الأنبياء: إبراهيم ولوط واسحق ويعقوب وموسى. كما تقع على الأرض الأردنية الكثير من الآماكن المقدسة المتمثلة بمواقع الحج المسيحي وهي المغطس، وجبل نيبو، ومكاور، وكنيسة سيدة الجبل في عنجرة، وكنائس مار الياس، وأم الرصاص مما يجعل من الأردن مقصدًا للسياح.
بالنسبة لموقع معمودية يسوع (المغطس)، فيقع إلى الشرق من نهر الأردن في منطقة وادي الخرار التي سُميت قديمًا ب«بيت عنيا». وهناك وقف يسوع، وهو ابن ثلاثين عامًا، بين يديّ النبي يوحنا المعمدان، لكي يتعمد بالماء، ويعلن من خلال هذا المكان بداية رسالته للبشرية. وقد كشفت الحفريات في المنطقة آثار كنيسة بيزنطية كانت قد بنيت في عهد الإمبراطور أناستاسيوس. وقد قامت دائرة الآثار العامة الأردنية بترميم الموقع للحجاج المسيحيين في منتصف التسعينيات من القرن الماضي، وتم الكشف عن مجموعة من الكنائس والأرضيات الفسيفسائية وبرك التعميد التي يعود بناؤها إلى بدايات الفترة البيزنطية وحتى العهدين الأيوبي والمملوكي. كما يوجد في المكان عدة آبار للماء وبرك يعتقد ان المسيحيين الأوائل استخدموها في طقوس جماعية للعماد. وقد زار البابا يوحنا بولس الثاني المكان عام 2000، وأعلنه مكانًا للحج المسيحي في العالم مع المواقع الأربعة الأخرى المنتشرة في الأردن، كما زاره بابوات آخرون هم بولس السادس عام 1964 وبندكتس السادس عشر عام 2009 وفرنسيس عام 2014. هذا وشكّلت مواقع بيت عنيا (المغطس) قديمًا جزءًا من طريق رحلة الحج المسيحي ما بين القدس ونهر الأردن وجبل نيبو. وترتبط المنطقة أيضًا بقصة الكتاب المقدس حول كيفية صعود النبي إيليا (مار الياس) إلى السماء.

### مواقع توراتية

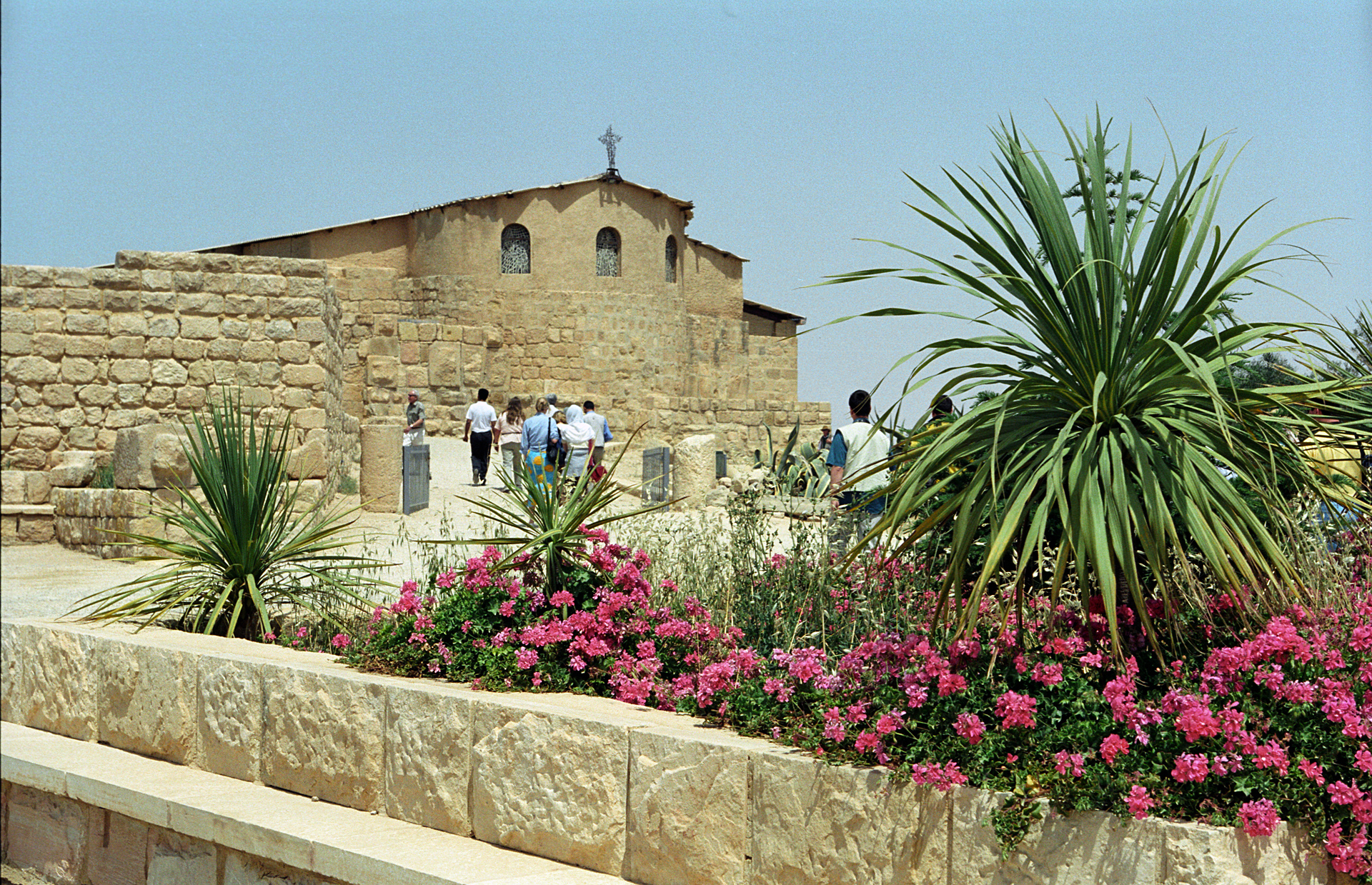
كنيسة جبل نيبو في محافظة مادبا.

العديد من المواقع التوراتية تتواجد حتى الآن في المدن والريف الأردني، منها بيت عنيا حيث بشر يوحنا المعمدان، بالإضافة إلى نهر الأردن حيث عمّد يوحنا يسوع، وذلك على الجانب الأردني من نهر الأردن. وهناك أيضًا جبل نيبو حيث نظر موسى إلى أرض كنعان في الأردن الغربية. في شمال الأردن تقع الخور الصغيرة حيث التقى الملاك وتصارع مع يعقوب. الصخرة التي ضربت من قبل موسى حيث طرح الماء وقبر هارون على حد سواء موجودة في جنوب الأردن. كذلك أنقاض قلعة بني عمون وهي تطل على جبل مطل وسط مدينة عمان. هذا هو الموقع الذي كان الملك داود قد قتل فيه زواج بثشبع أوريا.
بالنسبة لكنائس مار الياس فتقع بالقرب من عجلون شمال الأردن. أما التسمية فُيعتقد أنها ارتبطت باسم النبي إيليا. كما ويُعتقد أن هذا المكان كان يسمى سابقًا بمنطقة تشبي والتي تمثل مسقط رأس إيليا وهو موطن من جلعاد في شرق الأردن. ثبتت حقيقة الأهمية الدينية لهذا الموقع بعد أن تم اكتشاف الكنيستين اللتين بُنيّتا على التل في نهاية العهد البيزنطي. كما ويشتمل الموقع في تل مار الياس على بقايا معمارية واسعة النطاق تنتشر عبر قمة التل الذي يرتفع فوق لستب من الجنوب الشرقي. كما تُعتبر عمّان من أقدم مدن العالم المأهولة بالسكان إلى يومنا هذا، ويوجد الكثير من الدلائل عنها في الإنجيل. فالمدينة التي كانت تعرف آنذاك ب«ربة عمون»، سُميت ب«مدينة فيلادليا»، وكانت مكان المطران، بُني فيها عدد من الكنائس منها الكنيسة البيزنطية في جبل القلعة.

### المواقع التاريخية المسيحية

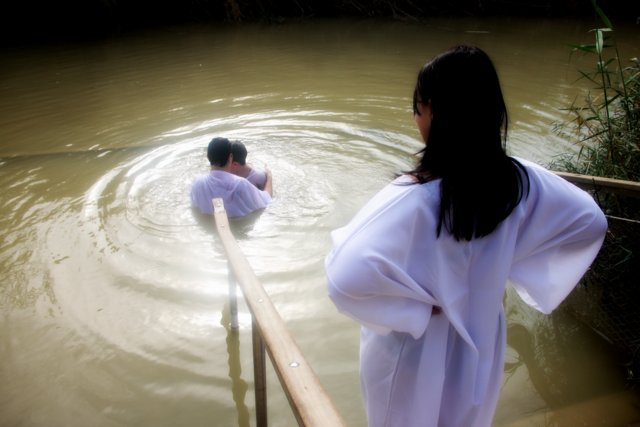
سياح يتعمدون في نهر الأردن.

تحوي الأردن العديد من المواقع ذات الأهمية التاريخية للمسيحية، منها مادبا، حيث كنيسة قديمة كبيرة اشتهرت بالفسيفساء المفصلة. في الآونة الأخيرة كانت هناك العديد من الحفريات في مادبا وظهرت العديد من التحف المسيحية القديمة. وقد ضمّت مادبا عددًا من الكنائس التاريخيّة الهامّة. وتعد المدينة اليوم، من أكثر الأماكن أهميّةً لأتباع الديانة المسيحيّة، بسبب وجود تلك المعالم الدينيّة. كما يقع في محيطها الكثير من المواقع الأثريّة والأماكن المقدسة المتمثلة بمواقع الحج المسيحي مثل المغطس، جبل نيبو، مكاور وأم الرصاص، مما يجعل منها مقصدًا للسيّاح. علمًا بأن أهمية مادبا في القرون الأولى للمسيحية كانت مثل أهمية مدينة القدس، كأهم مركز للحياة المسيحية في شرق الأردن، حيث تم ذكرها في الإنجيل. وتُعتبر منطقة أم الرصاص اليوم، من أهم المواقع السياحية الأثرية في الأردن التي يرتادها الحجاج المسيحيون من مختلف مناطق العالم، لما تحويه من معالم دينية قديمة. ويُعد اكتشاف الأرضية الفسيفسائية لكنيسة القديس ستيفان، الاكتشاف الأهم في كل الموقع، والتي تعود إلى عام 785 (تم اكتشافها بعد عام 1986). وتُعتبر هذه الأرضية الفسيفسائية المحافظ عليها جيدًا، الأكبر في الأردن.
يضم المغطس، والذي يقع على بُعد تسعة كيلو مترات شمال البحر الميت، منطقتين أثريتين رئيسيتين هما تل الخرار، المعروف باسم "تلة مار إلياس" أو "النبي إليا"، ومنطقة كنائس "يوحنا المعمدان" قُرب نهر الأردن. وهذا المكان الواقع في وسط منطقة قفرة يُعتبر وفقاً للتقاليد المسيحية الموقع الذي تم فيه تعميد يسوع الناصري على يد يوحنا المعمدان. ويتميز المكان بآثار تعود إلى العصور الرومانية والبيزنطية، كالكنائس والمعابد الصغيرة والأديرة، والكهوف التي كانت تُستخدم كملاجئ للنساك، فضلاً عن البرك المائية المخصصة للتعميد، مما يدل على القيمة الدينية لهذا المكان. كما هذا الموقع يمثل مقصداً للحجاج المسيحيين. وعليه فقد وافقت لجنة التراث العالمي التابعة لليونسكو بعد ظهر الثالث من تموز (يوليو) 2015 على إدراج هذا الموقع الثقافي على قائمة التراث العالمي تحت مسمى "موقع المعمودية "بيت عنيا عبر الأردن" (المغطس) (الأردن).

## أعلام مسيحيين الأردن
- فؤاد طوال: بطريرك ورئيس أساقفة اللاتين في القدس سابقاً.
- سليمان الموسى: مؤرّخ وأديب كتب الكثير عن تاريخ العرب والأردن.
- سليم الصايغ: مطران اللاتين في الأردن.
- روكس بن زائد العزيزي: باحث وأديب وتربوي وأنتجت الكثير من المسلسلات استنادا لكتبه وأبحاثه.
- غالب هلسا: يعد من الكتاب العرب المتميزين في الرواية الطويلة وله العديد من الأعمال المتميزة مثل رواية سلطانة، ويعود أصله إلى مدينة الكرك في الجنوبز.
- أديب عباسي: أديب وفيلسوف وباحث في علوم الفلك والعلوم الطبيعية. ولد عام 1905 وتوفي عام 1997. من مدينة «الحصن» في شمال الأردن. اشتهر من كتاباته: «عودة لقمان» والترجمة «عيون من الشعر العالمي». كتب بشكل دوري في المجلات التالية: «الرسالة»، «الراية»، «الثقافة»، «الهلال»، «الغد» و«المقتطف». كما ترك وراءه ستة وتسعين مخطوطاً.
- فخري قعوار: من أهم الصحفيين والادباء الأردنيين والعرب. من أهم كتاب القصة القصيرة في الوطن العربي. عضو مؤسس ورئيس رابطة الكتاب الأردنيين لاربع مرات. امين عام الاتحاد العام للادباء والكتاب العرب مرتين على التوالي. نائب مستقل في البرلمان الحادي عشر 1989. عرف بمواقفه الثابتة في مناصرة القضية الفلسطينية ومحاربة التطبيع كما له كتابات كثيرة تدعم المرأة وحقوقها. نال الكثير من الاوسمة والجوائز التقديرية عربيا وعالميا.
- نايف حواتمة: مؤسس الجبهة الديمقراطية لتحرير فلسطين.
- مروان المعشر: وزير الخارجية ونائب لرئيس الوزراء الأسبق، يشغل حاليا نائب رئيس البنك الدولي للشؤون الخارجية.
- مجدي ديات: رئيس اللجنة المركزية لمركز سيدة السلام في الأردن.
- عبير عيسى: ممثلة أردنية.
- بطرس حمارنه: عسكري أردني من مدينة مادبا.
- توفيق النمري: مطرب أردني من بلده الحصن شمال الأردن.
- جريس تادرس: أحد أهم المهاجمين الأردنين وأهم مهاجم فيصلاوي على الإطلاق يعرف بلقب الدبور من مدينة السلط.
- عيسى زياد حداد: خبير في مجال الاستشارات المالية والضريبية عل الصعيد المحلي والدولي.
- جميل عواد: ممثل.
- جورج حداد: كاتب وشاعر وصحفي عرف باتجاهاته القومية.
- جولييت عواد: ممثله ومخرجه أردنية أصول أرمنية.
- ريم سعادة: ممثلة أردنية من مدينة الفحيص إسمها الاصلي جاكلين حتر.
- طوني قطان: مطرب وملحن أردني برز على الصعيد العربي.
- سهام الصفدي: مطربة أردنية مواليد الزرقاء.
- طارق خوري: نائب أردني ورئيس نادي الوحدات الرياضي.
- عيسى الناعوري: واحد من أهم الأدباء الأردنيين في القرن العشرين.
- كمال الشاعر: أسس مؤسسة دار الهندسة في بيروت عام 1956، والتي تُعتبر أحد أكبر المكاتب الاستشارية الهندسية العربية، كما تندرج ضمن لائحة أكبر 20 شركة بالعالم.[89]
- موسى حجازين: ممثل كوميدي أردني يعرف باسم سمعه.
- ميلاد عباسي: رياضي أردني لعب في النادي الفيصلي.
- نبيل صوالحة: ممثل كوميدي.
- نديم صوالحة: ممثل بريطاني من أصل أردني.
- انطون ديات: رئيس لبلدية الفحيص له خدمات ملموسة ومبادرات حافظت على تراث البلدة وتنظيمها عمل في مجالات متعددة.
- نبيل المشيني: ممثل أردني ولد في مدينة السلط اشتهر بدوره في مسلسل حاره أبو عواد.
- أسامه المشيني: من ألمع الفنانين الأردنيين توفي في ريعان شبابه.
- مارغو حداد: كاتبة ومخرجة وممثلة أردنية لها كتاب يحمل عنوان «صورة المرأة والرجل في الفيديو كليب» وهو الأول من نوعة عربيا.
- رمزي موسى الريحاني: خبير تسويق دولي ومستشار تجاري في الأردن والشرق الأوسط وله كتاب يحمل عنوان «التسويق الدولي» مدير عام شركة العناصر السبعة للتسويق المتكامل.
- جريس هلسا: تربوي أردني من الكرك من أوائل المتعلمين في الأردن ومدير لمدرسة المطران لمدة ثلاثة عقود وقد كان يعرف بأستاذ الملك الراحل الحسين.
- زهير الخوري: اقتصادي أردني من الكرك وهو من مؤسسي بنك الإسكان الأردني الذي يعد من أهم البنوك المحلية في الأردن.
- سليمان هلسا: عميد متقاعد شغل قائد العمليات الحربية في الجيش العربي الأردني في الفترة ما بين 1968-1971.
- يوسف القسوس: يعتبر من الأطباء المتميزين في الأردن وله إنجازات عديدة، وكان طبيب الملك الراحل الحسين بن طلال.

## معرض الصور

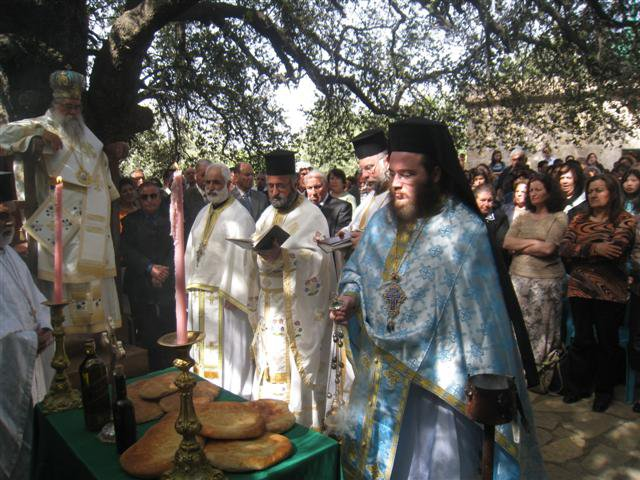
احتفالات عيد القديس جرجس في الفحيص
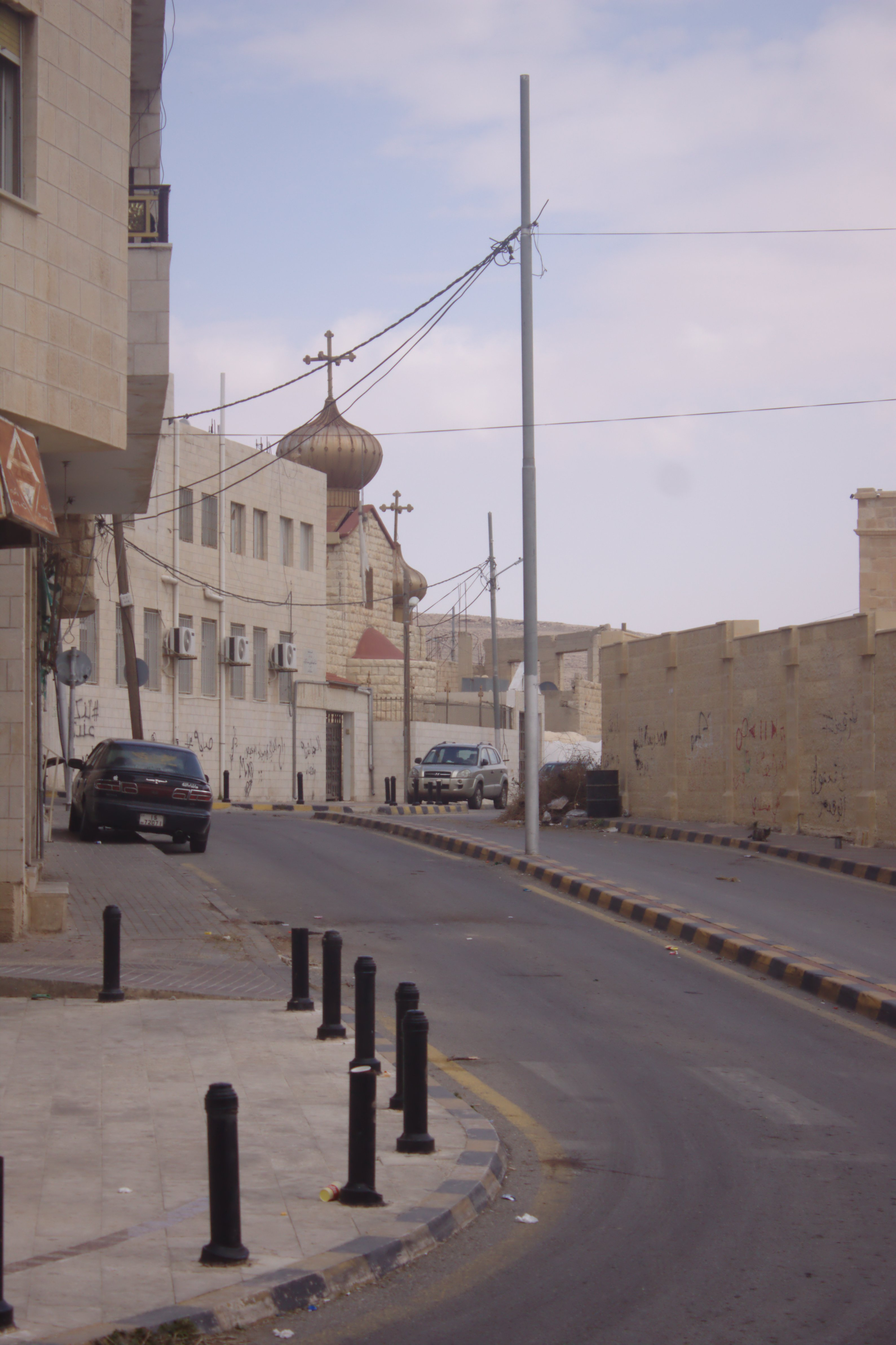
كنيسة الروم الكاثوليك الملكيين في الكرك
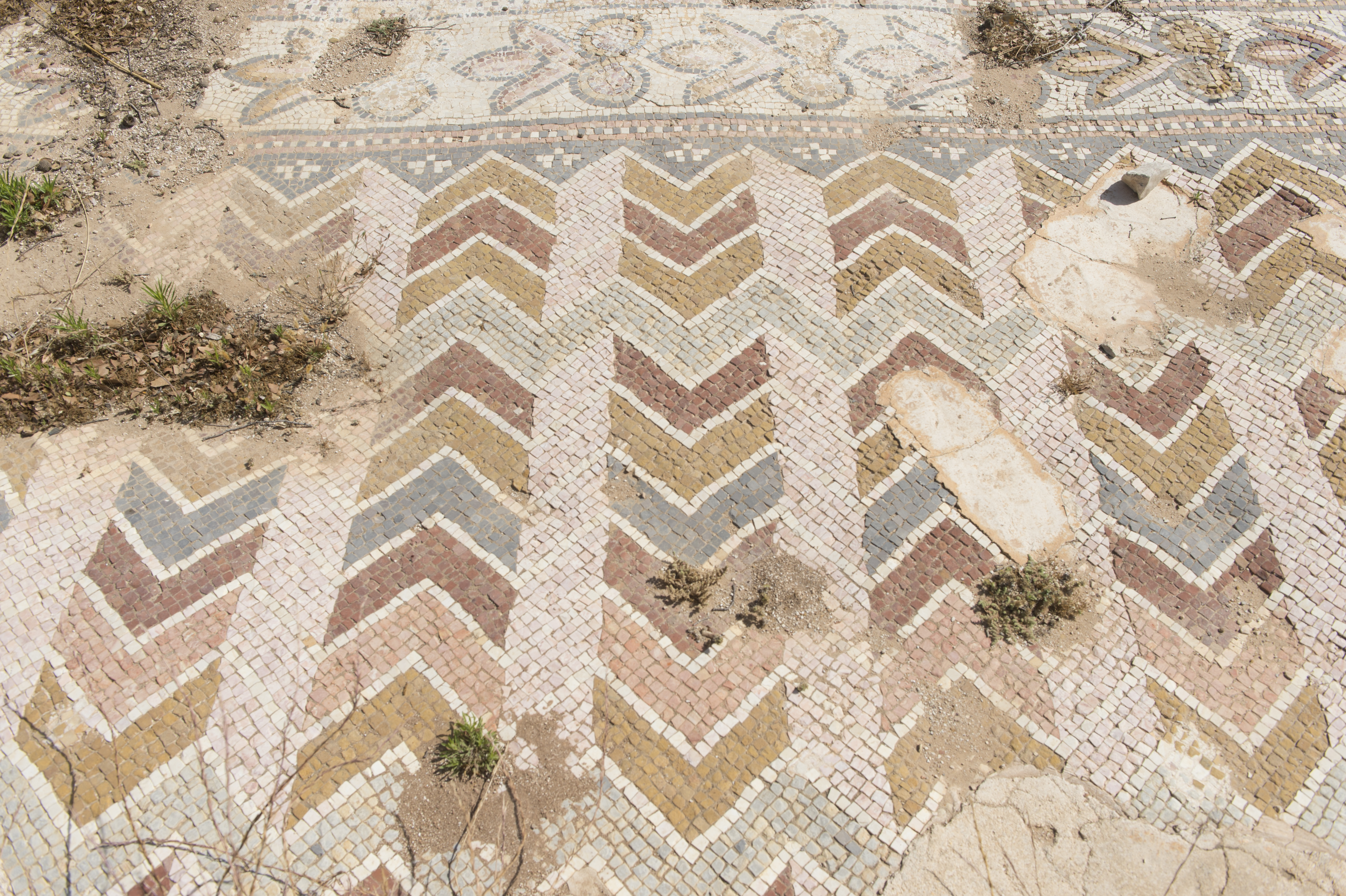
آثار كنائس مار الياس في عجلون
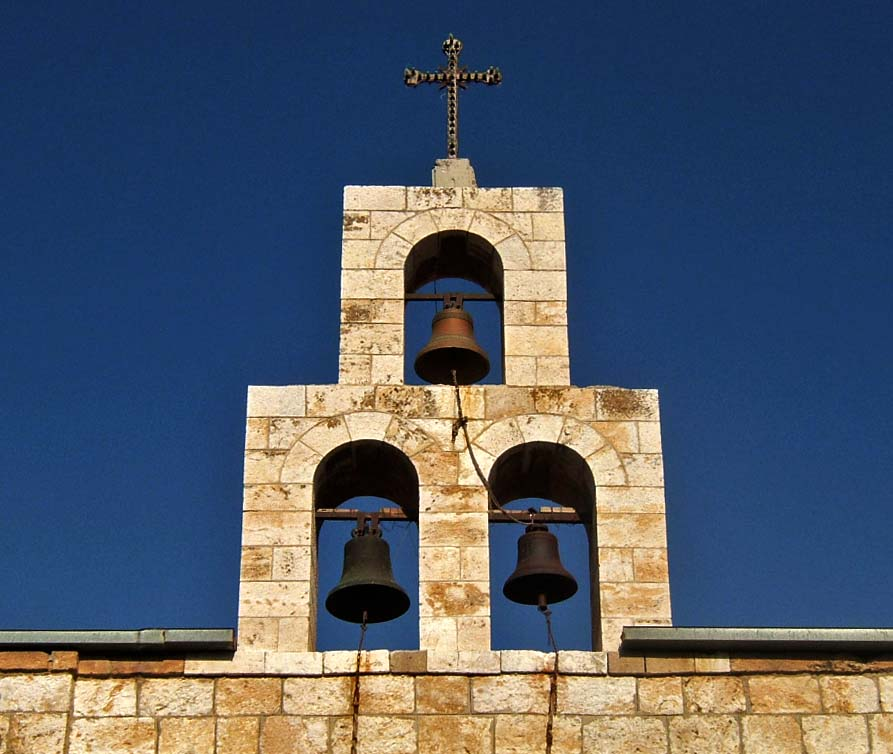
جرسيّة كنيسة القديس جاورجيوس الأرثوذكسية في الحُصن
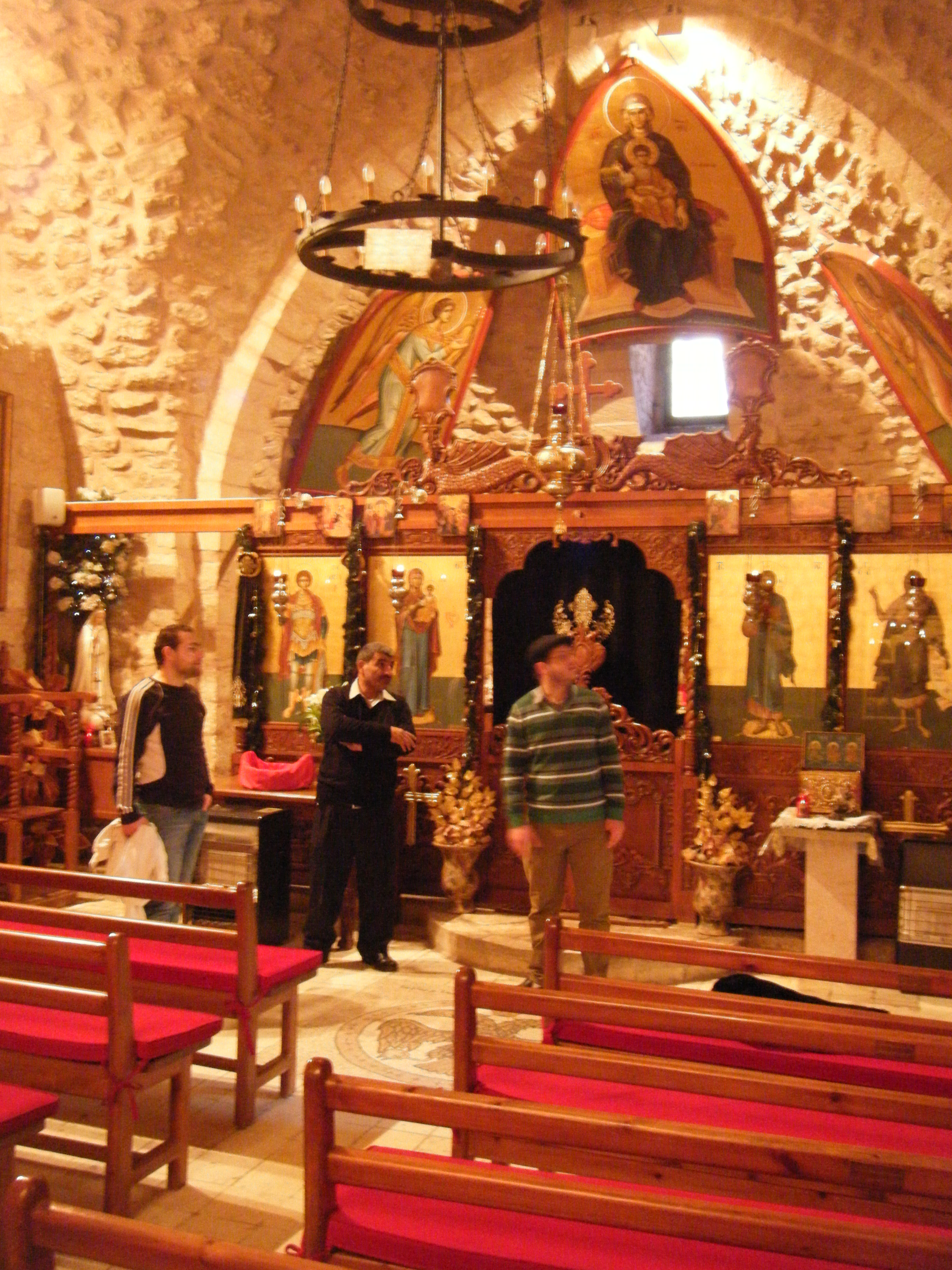
كنيسة الخَضر الأرثوذكسيّة في السلط
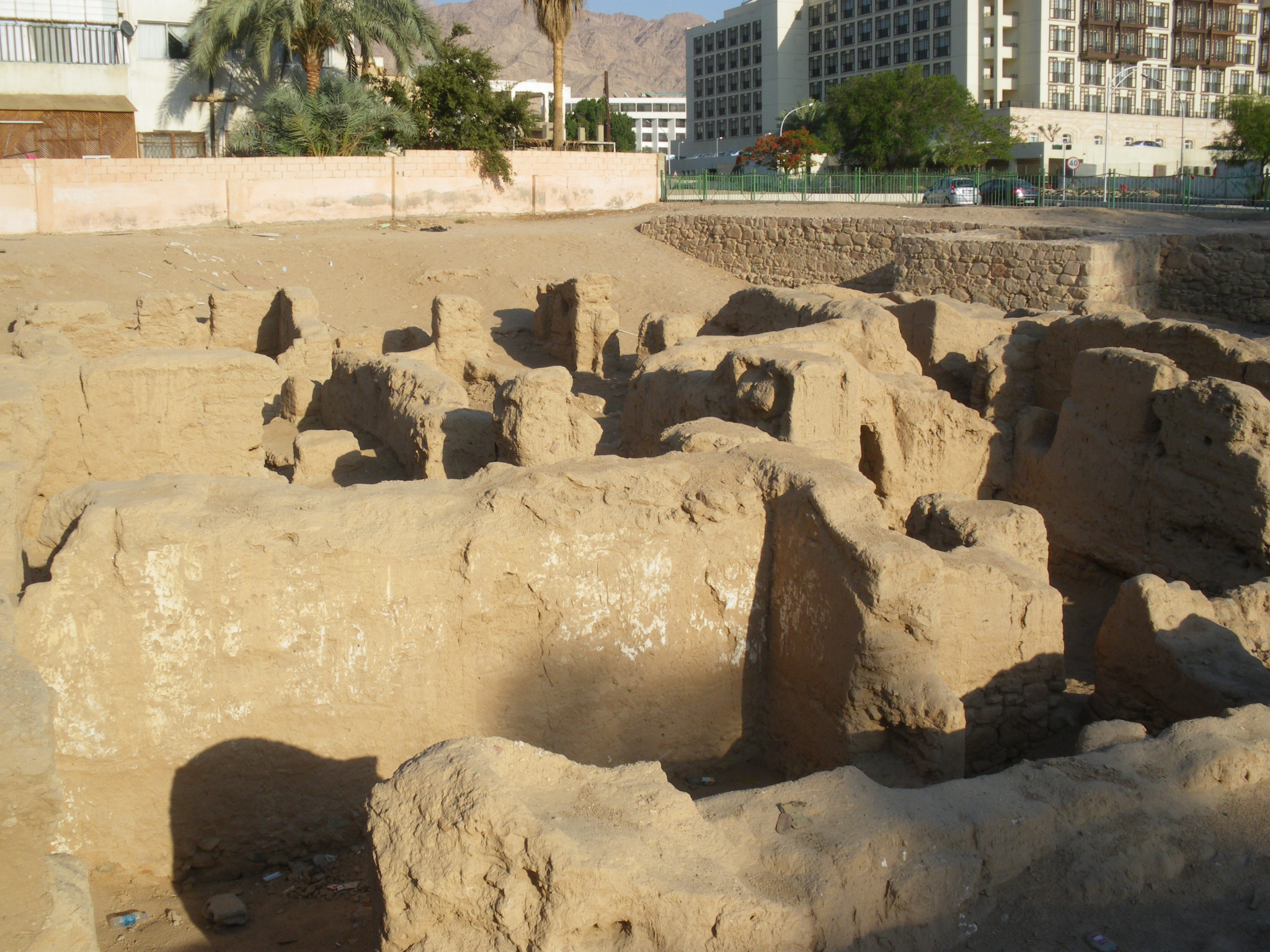
أطلال كنيسة العقبة
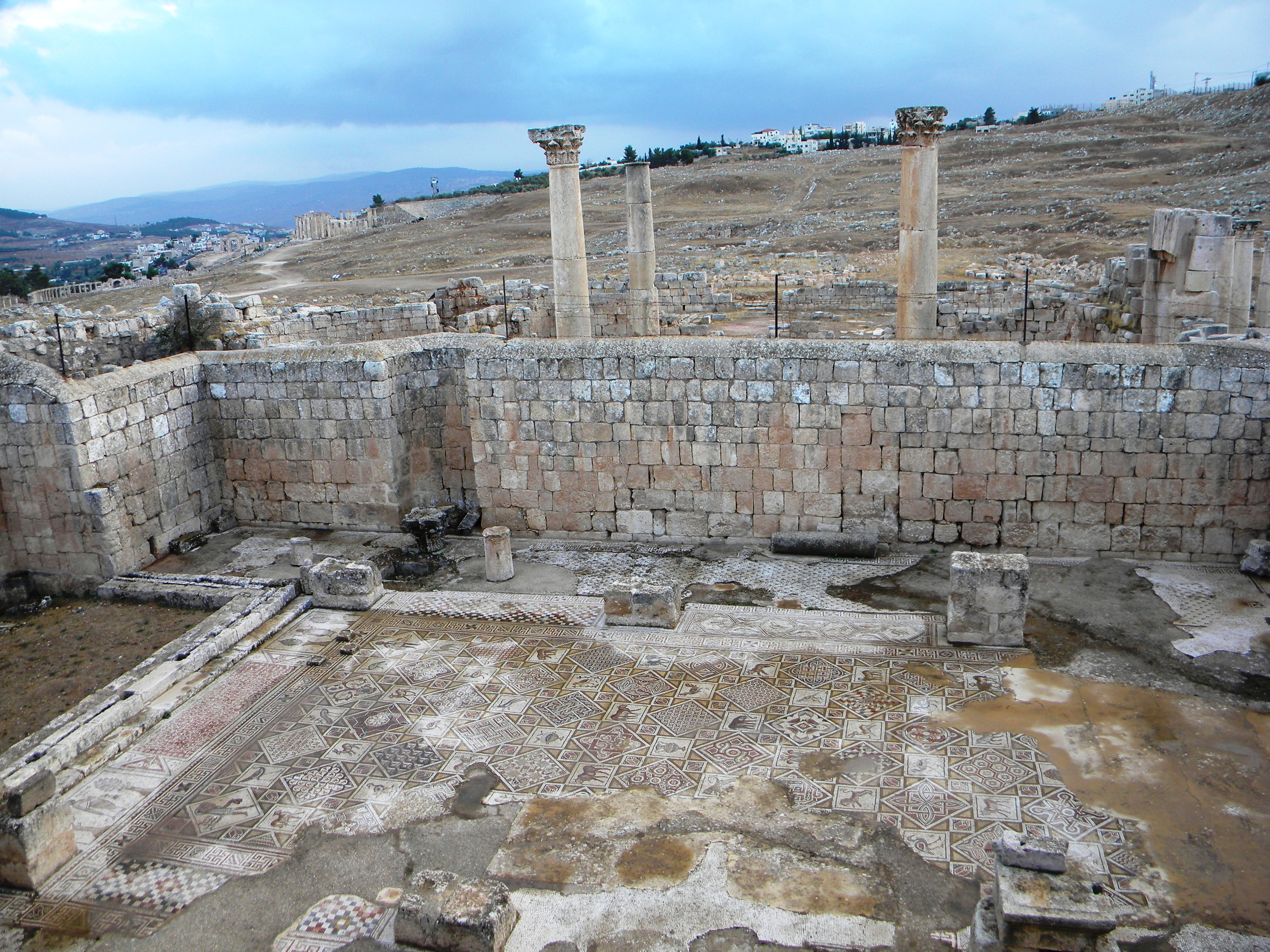
كنيسة القديسين قزمان ودميان في جرش
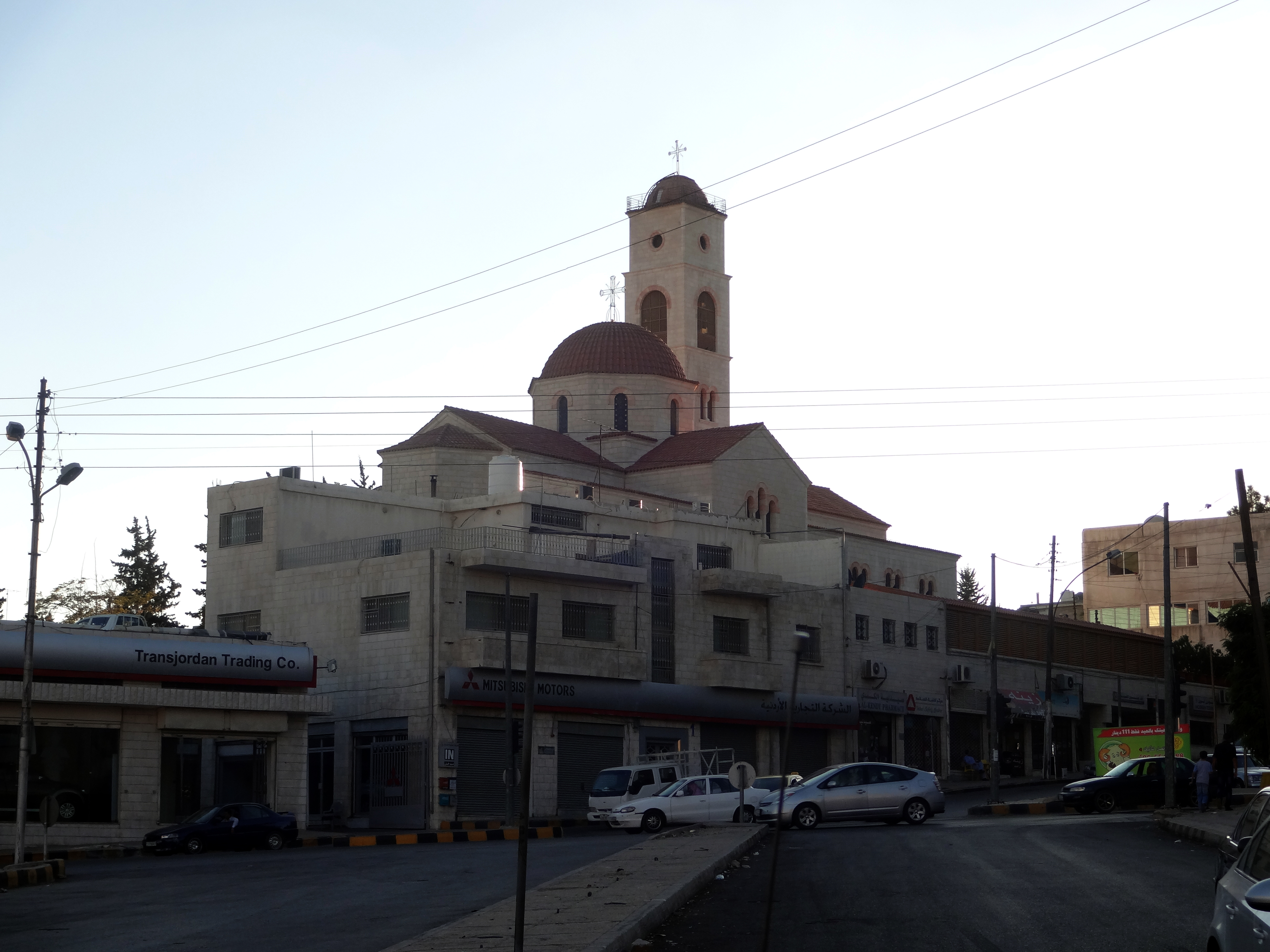
كنيسة قصر البشارات في العبدلي بعمّان
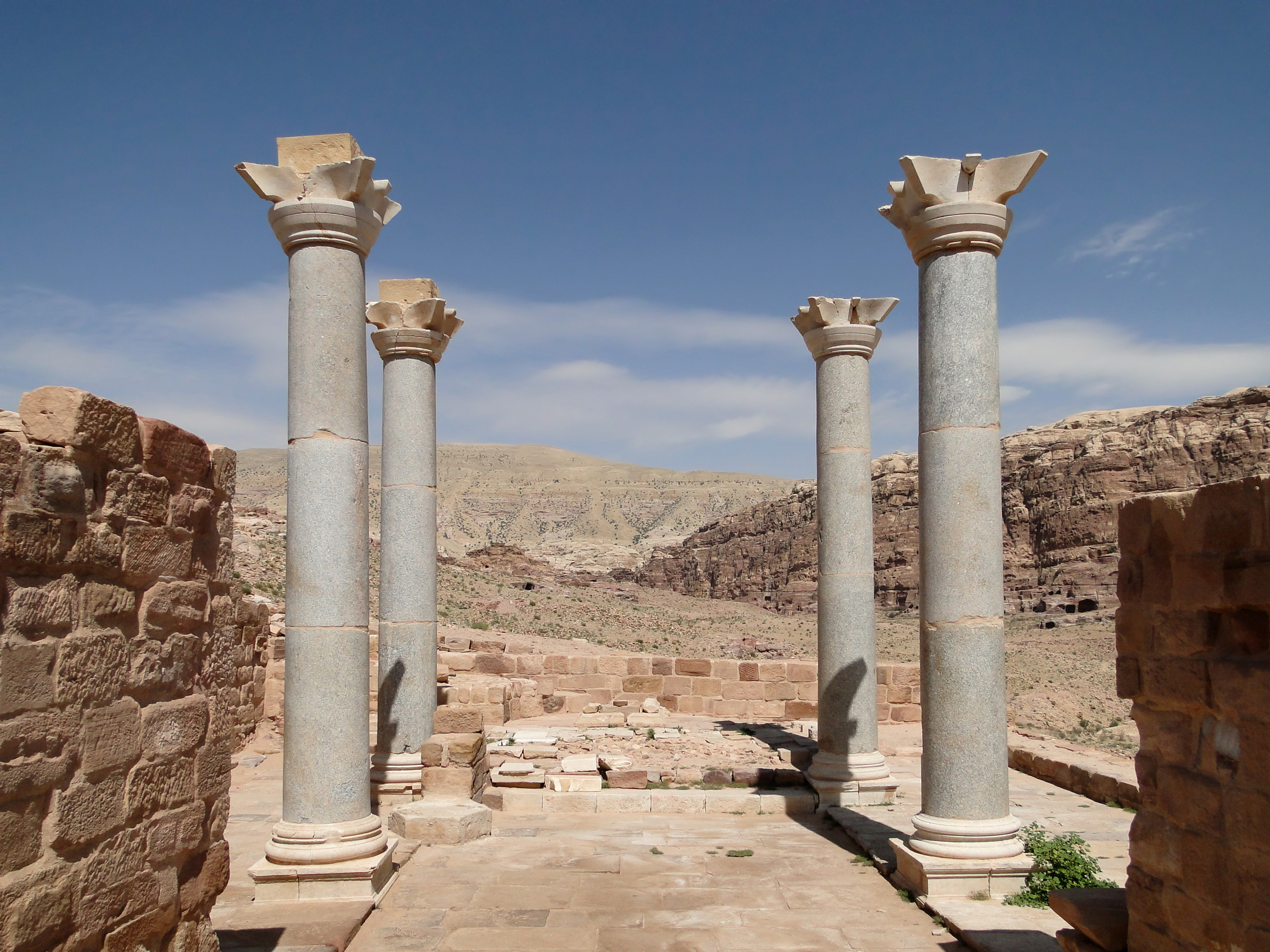
المصلى الأزرق في البتراء
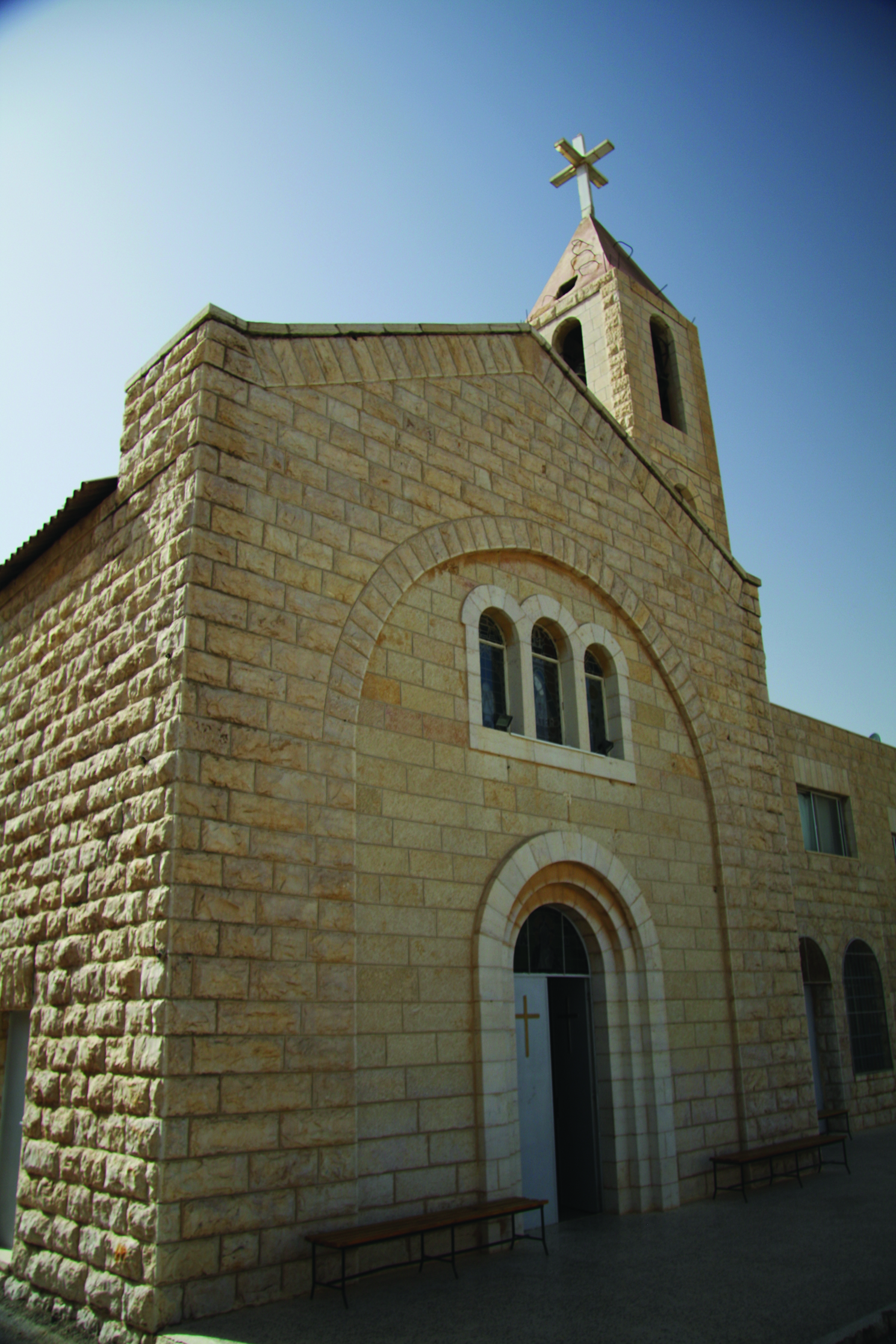
إحتفالات عيد القيامة في عنجرة
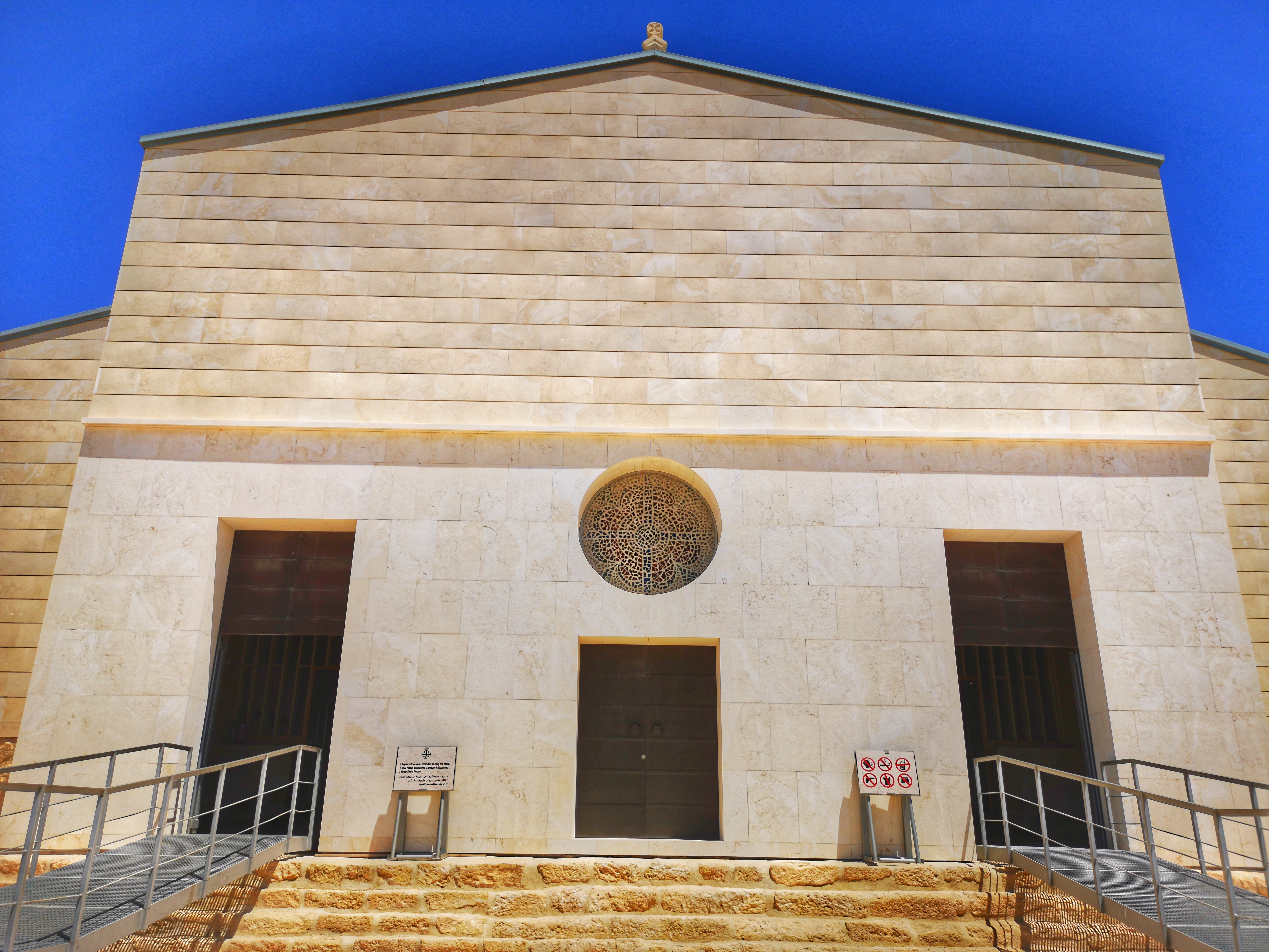
مقام النبي موسى في جبل نيبو
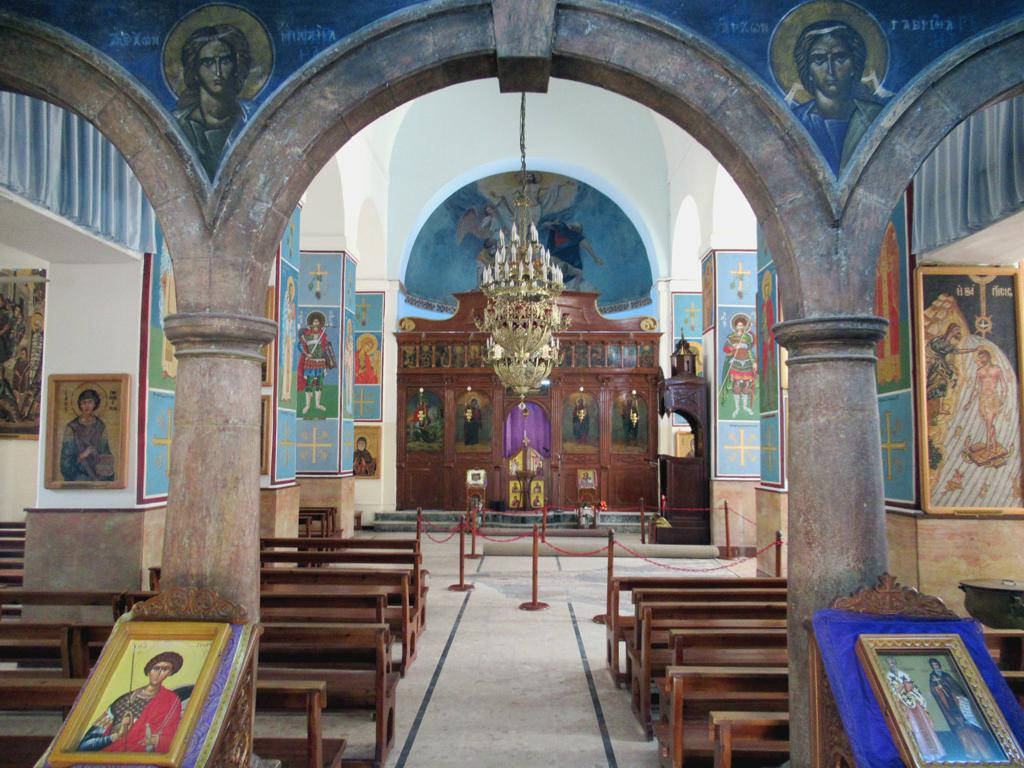
كنيسة الخارطة في مادبا
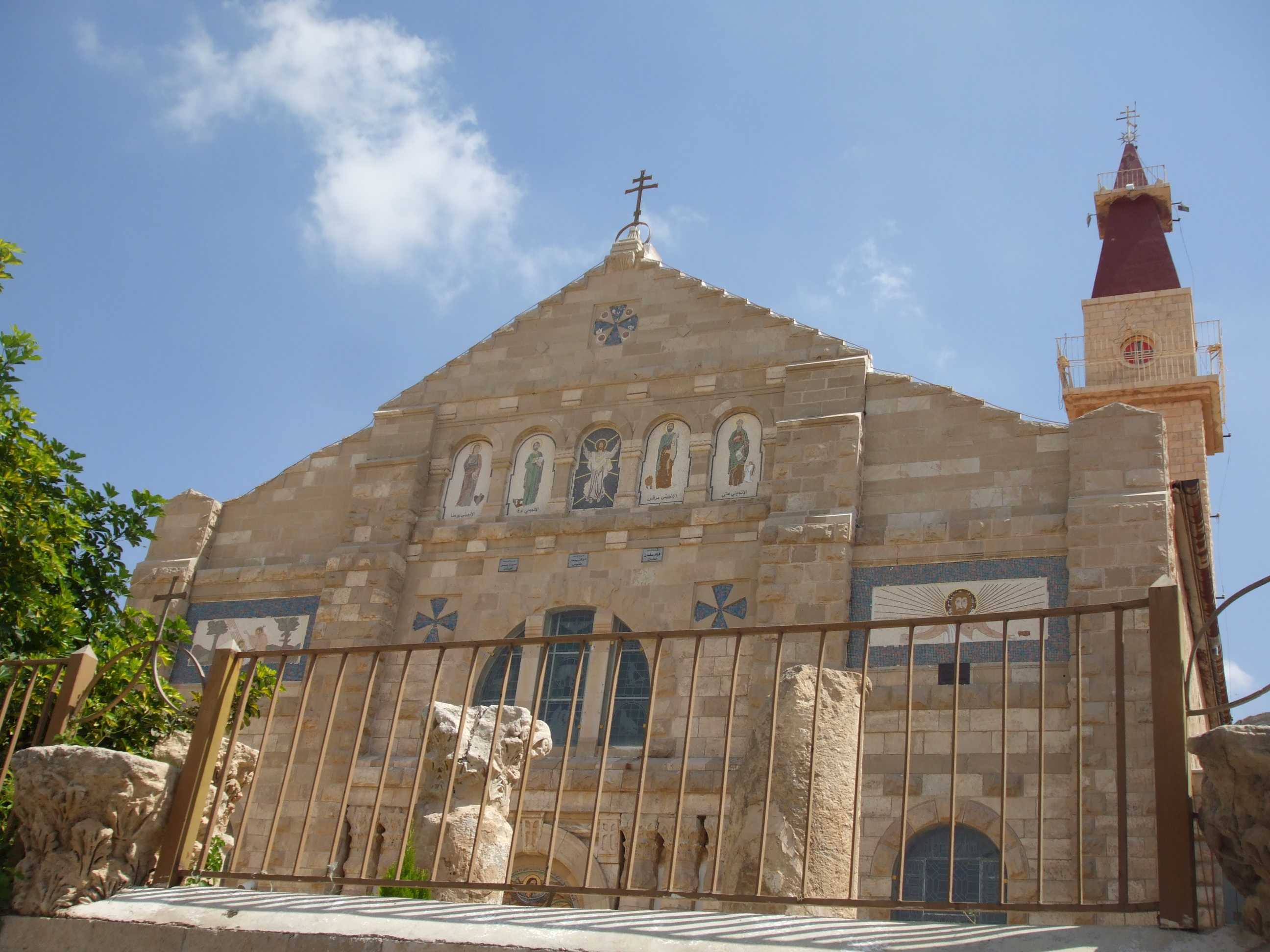
كنيسة ومزار قطع رأس يوحنا المعمدان في مادبا
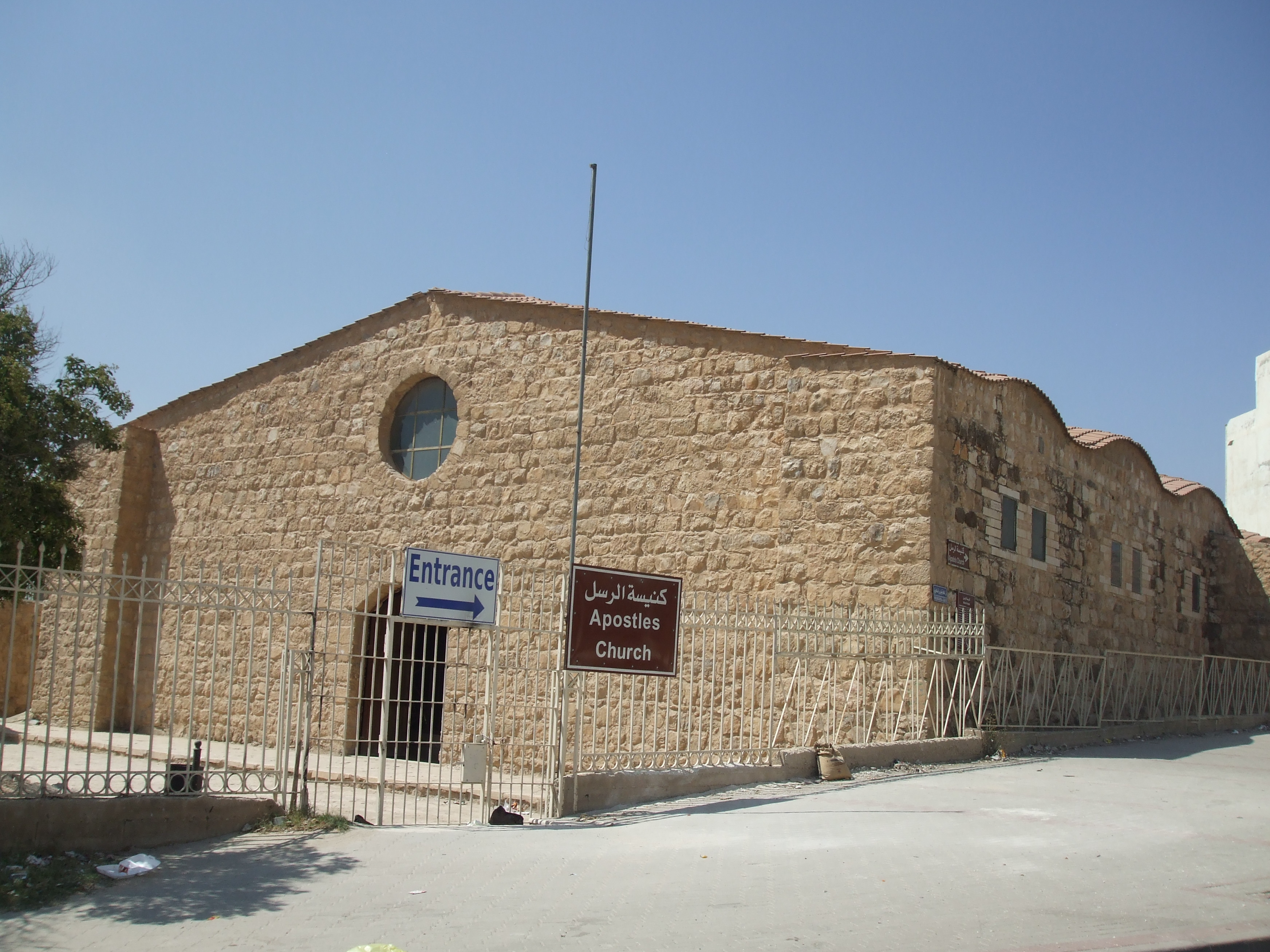
كنيسة الرسل في مادبا
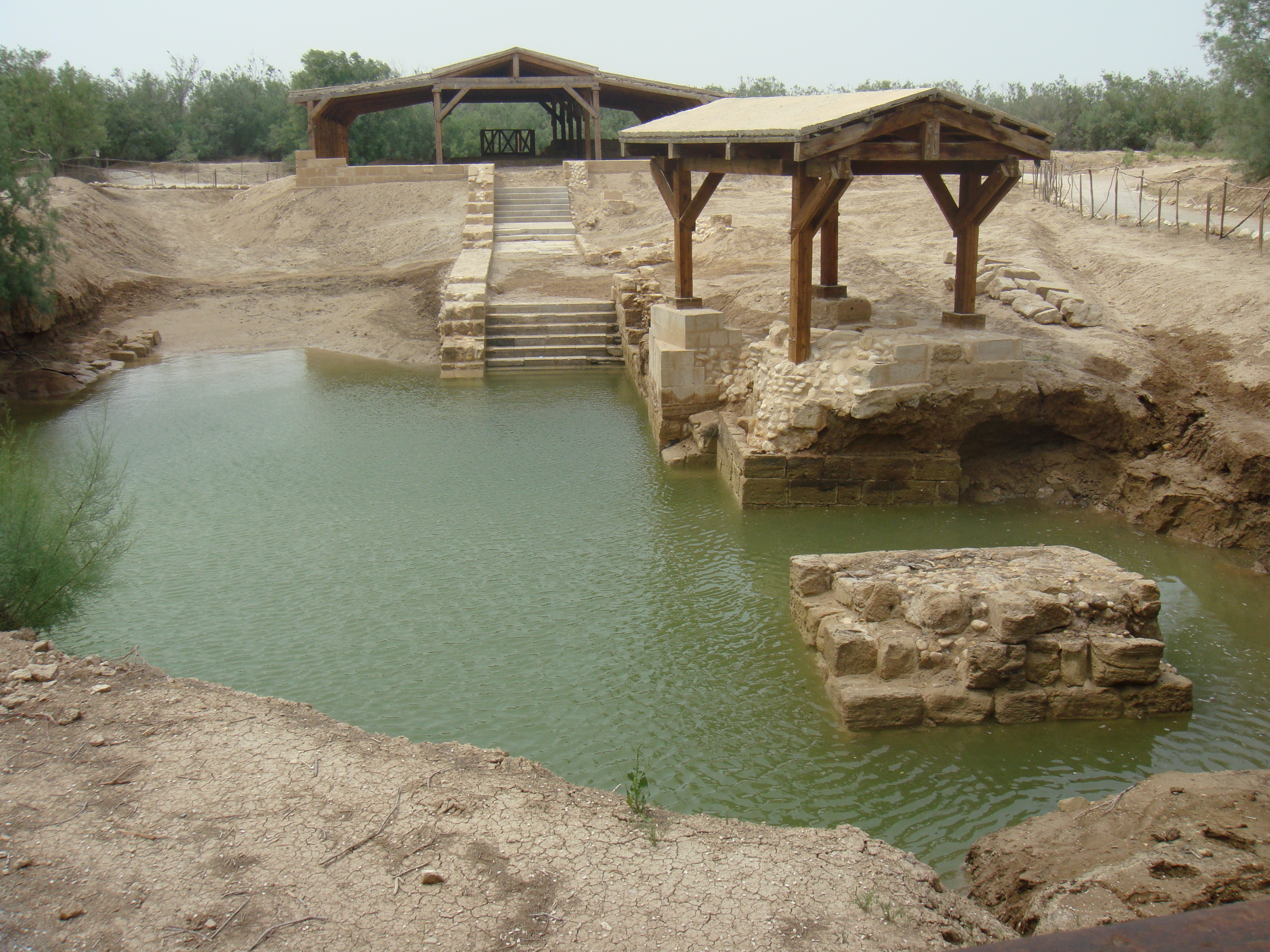
المغطس على ضفاف نهر الأردن